# Trierer Dom

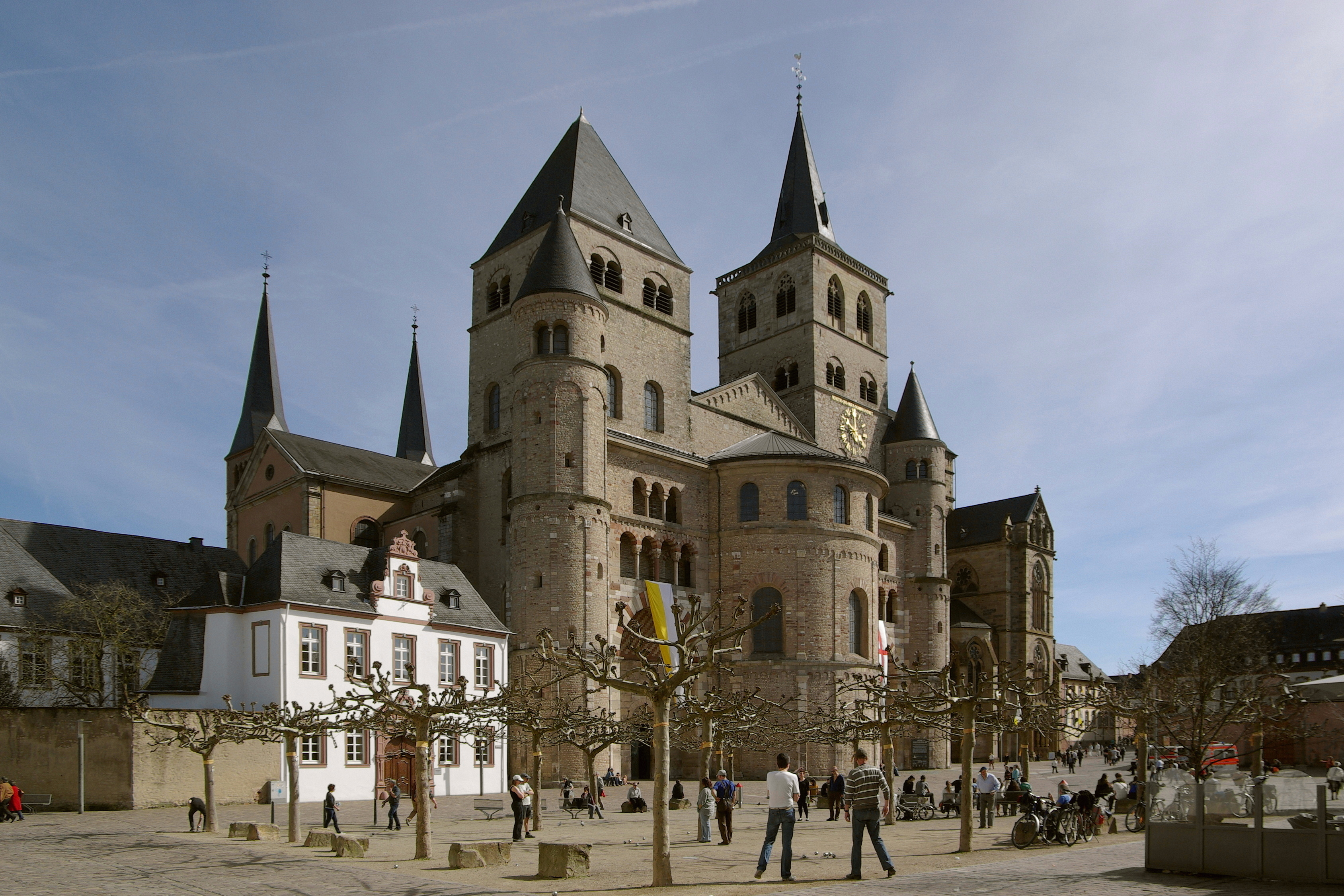
Trierer Dom

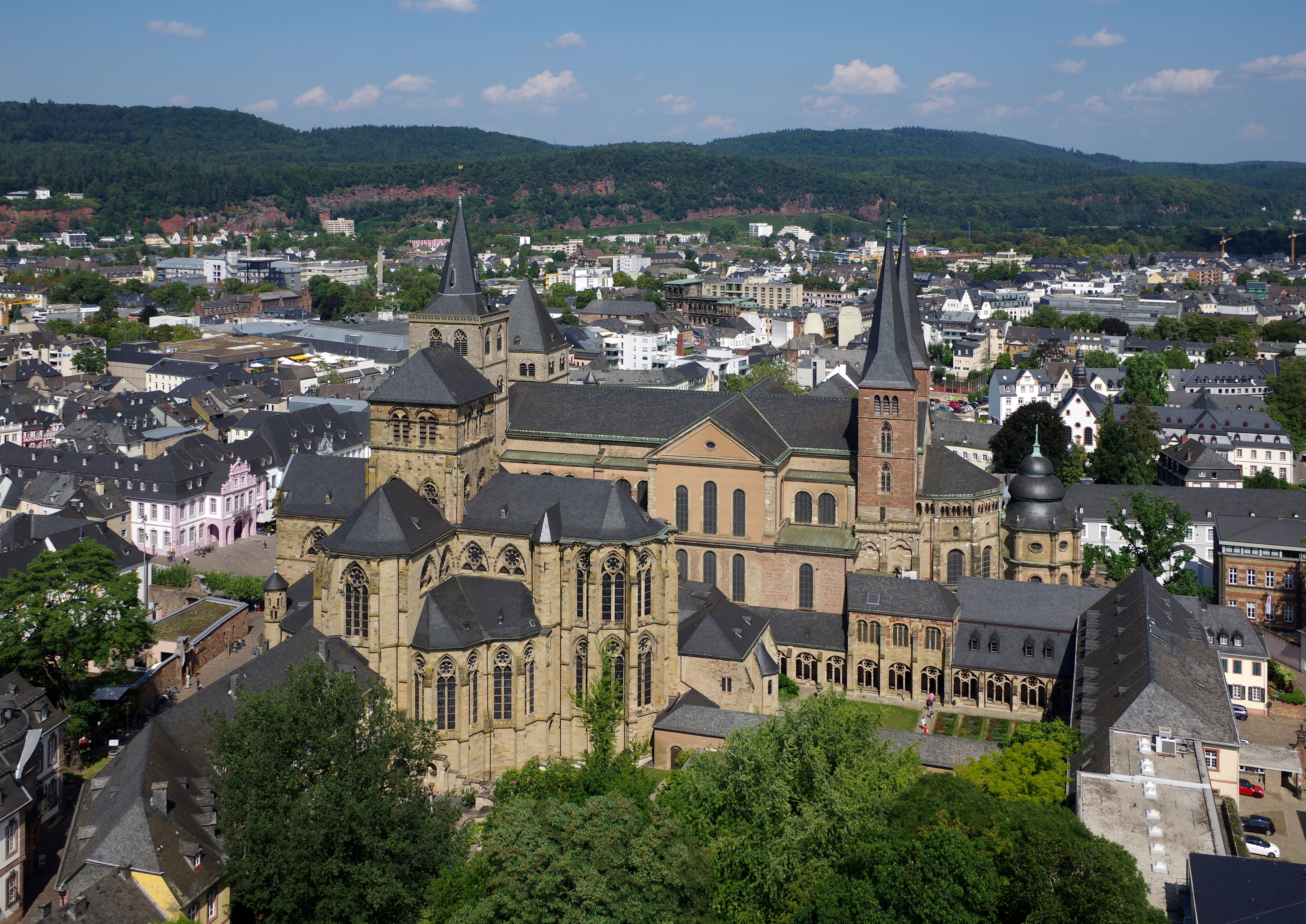
Gesamtkomplex mit Liebfrauenkirche und Kreuzgang (Südansicht)

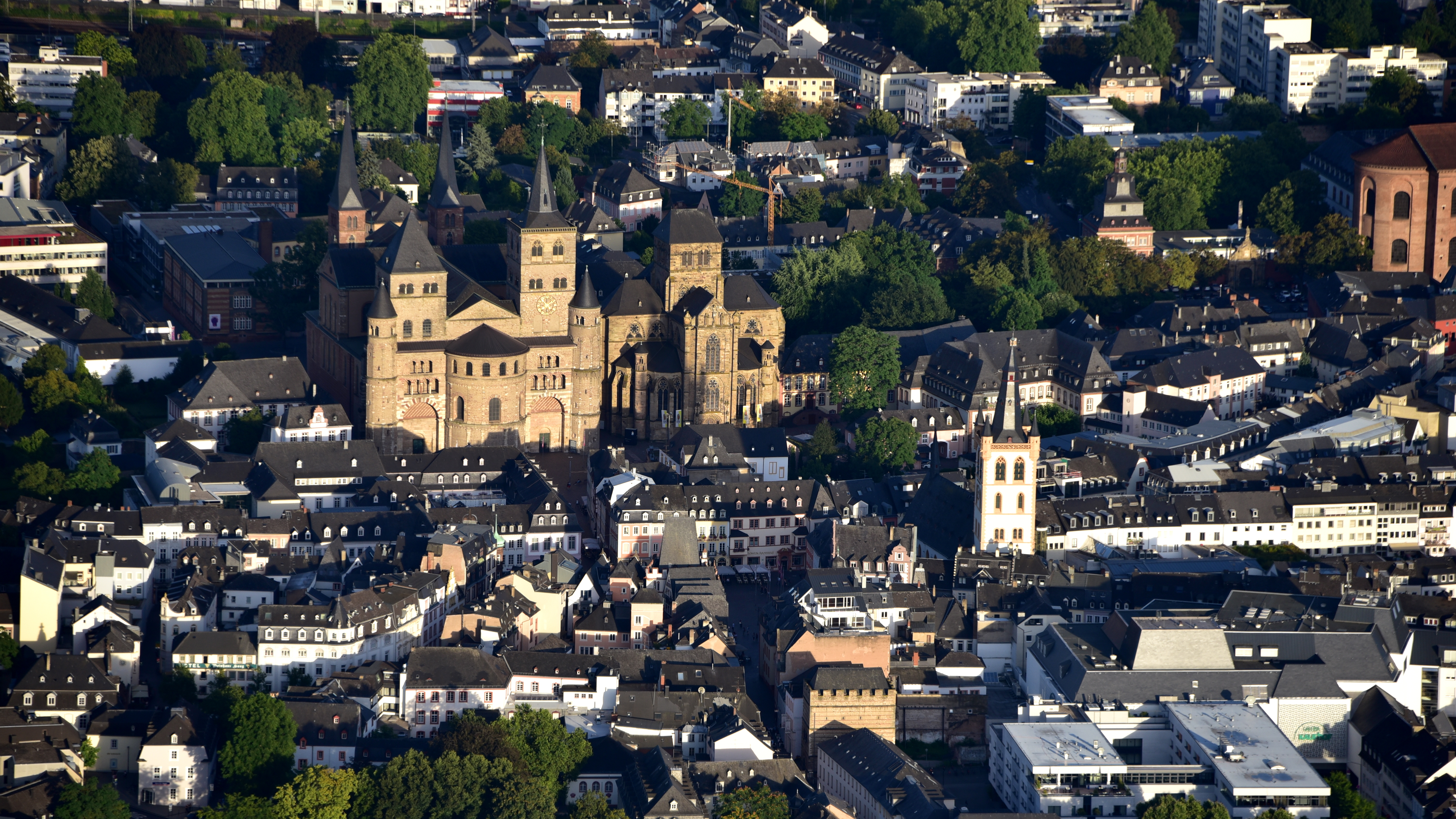
Trierer Dom, Luftaufnahme (2016)

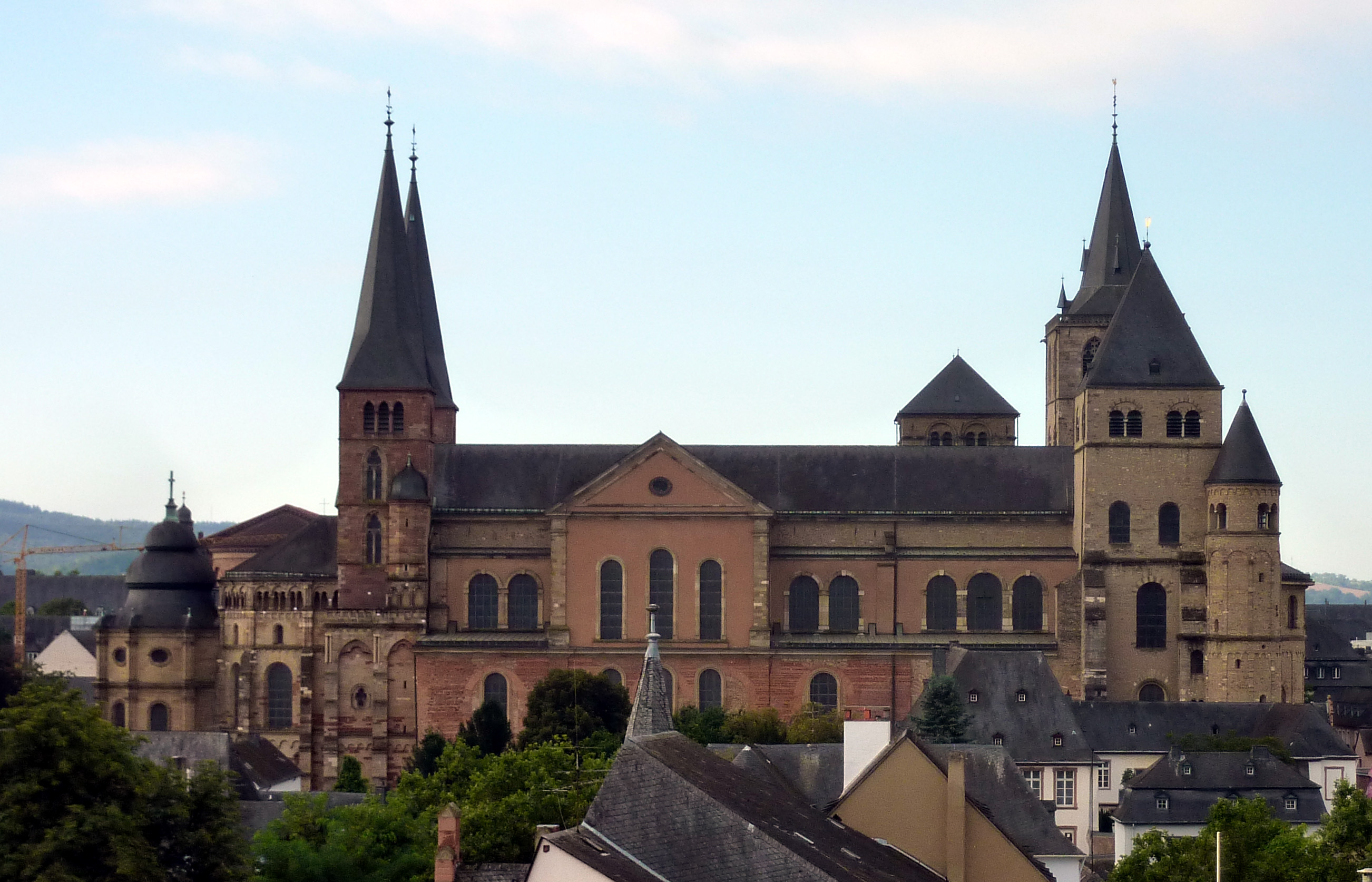
Blick aus Richtung Norden

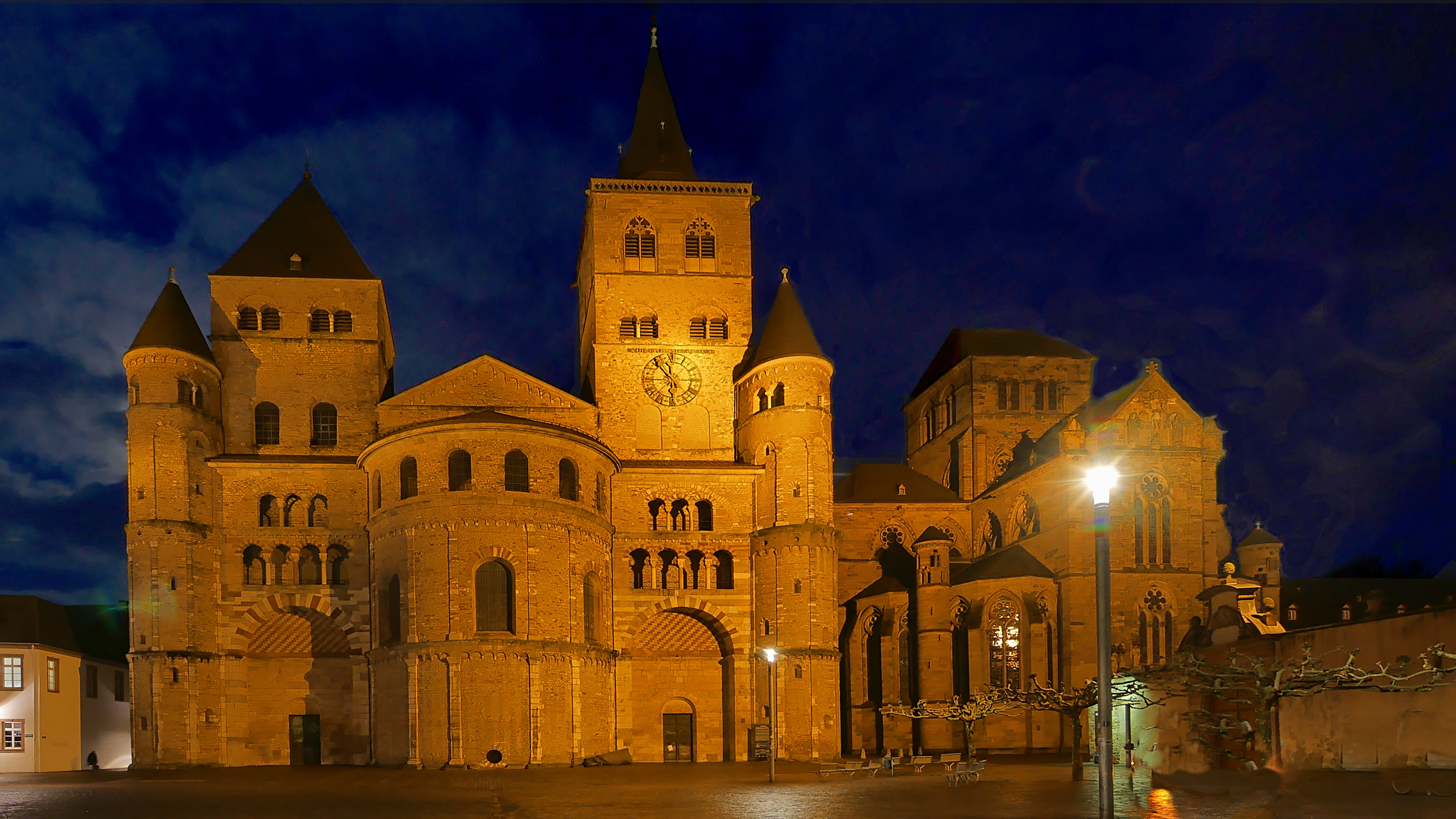
Trierer Dom bei Nacht vom Domfreihof

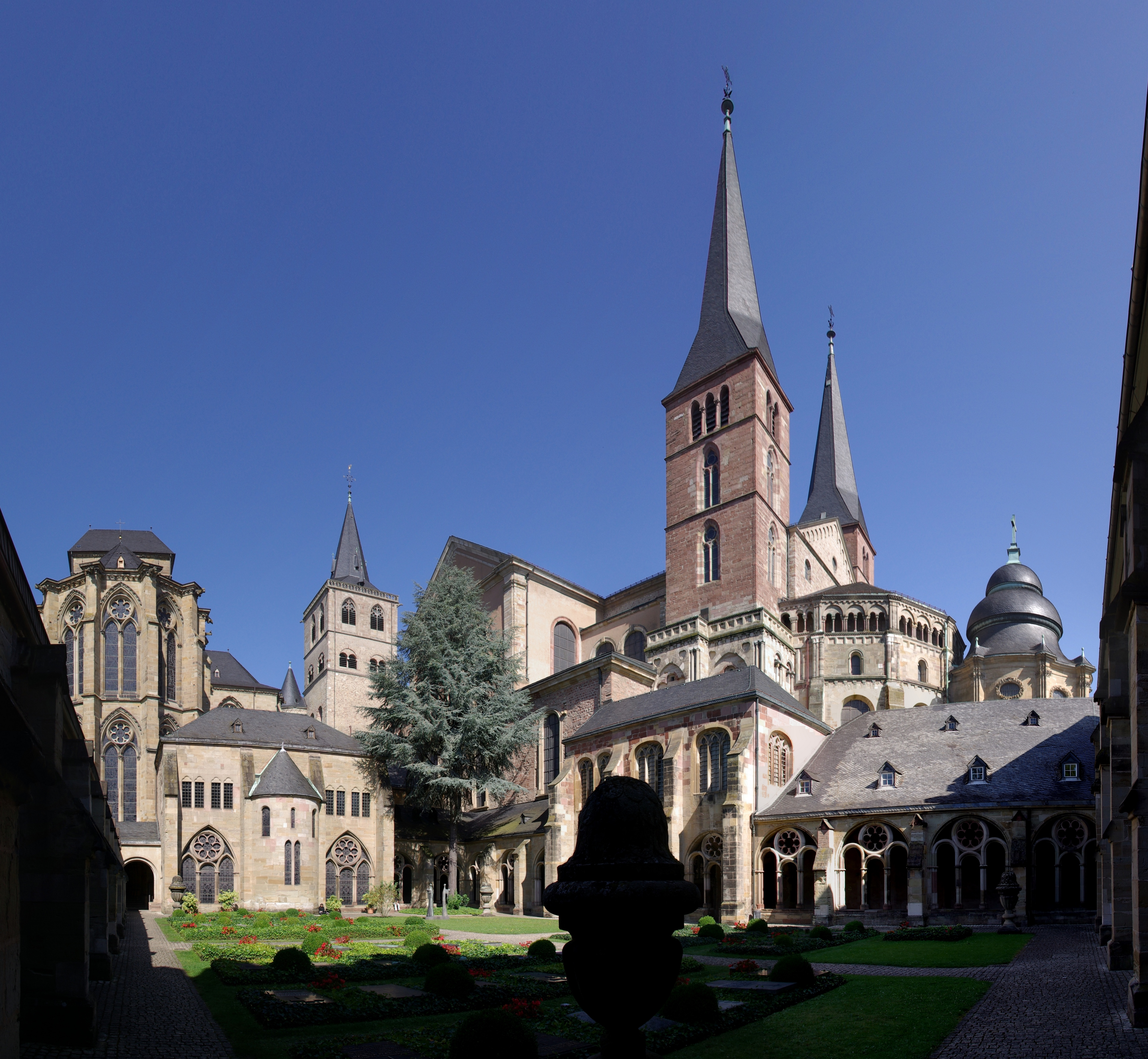
Trierer Dom und Liebfrauenkirche vom Domkreuzgang aus gesehen

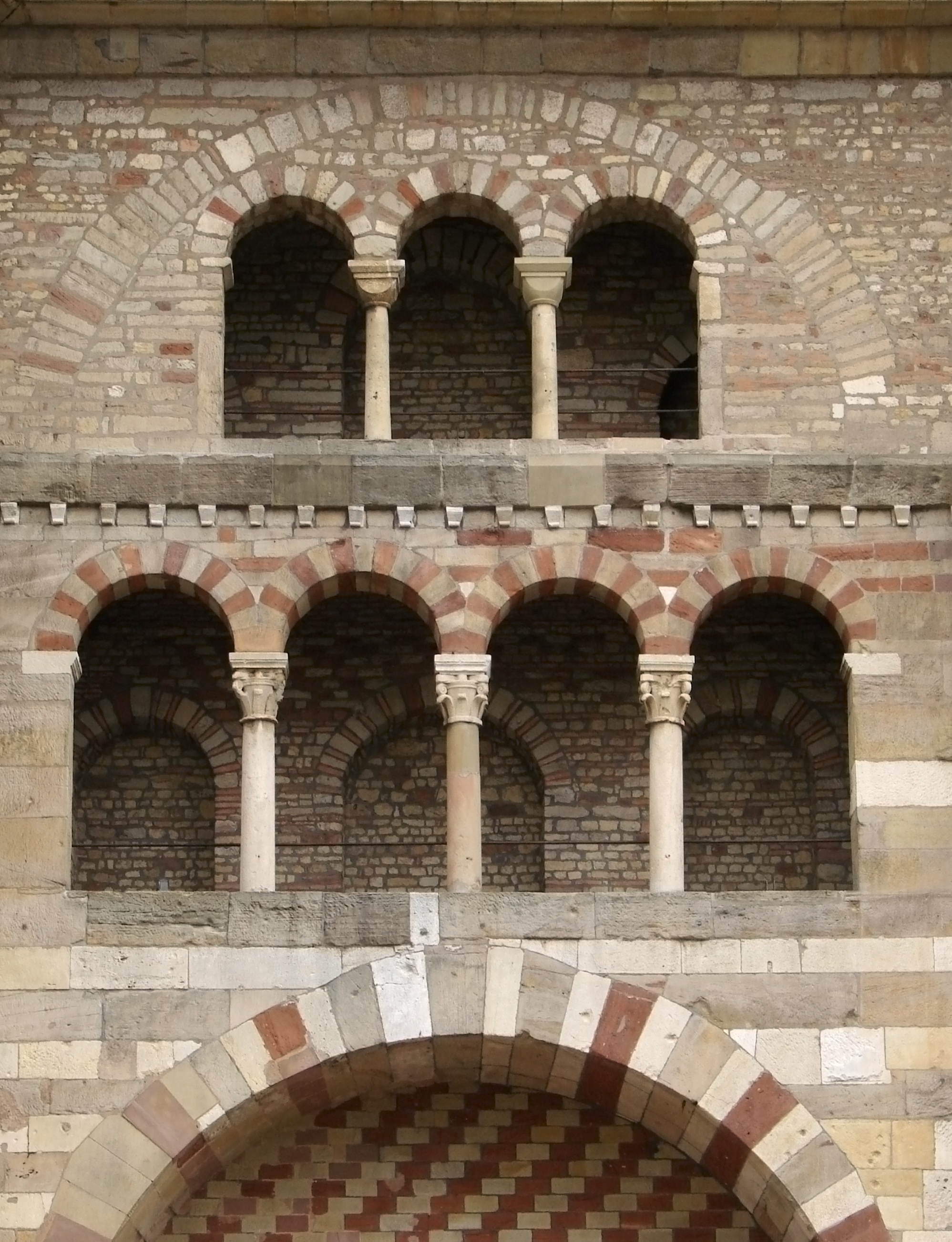
Detail des Westwerks

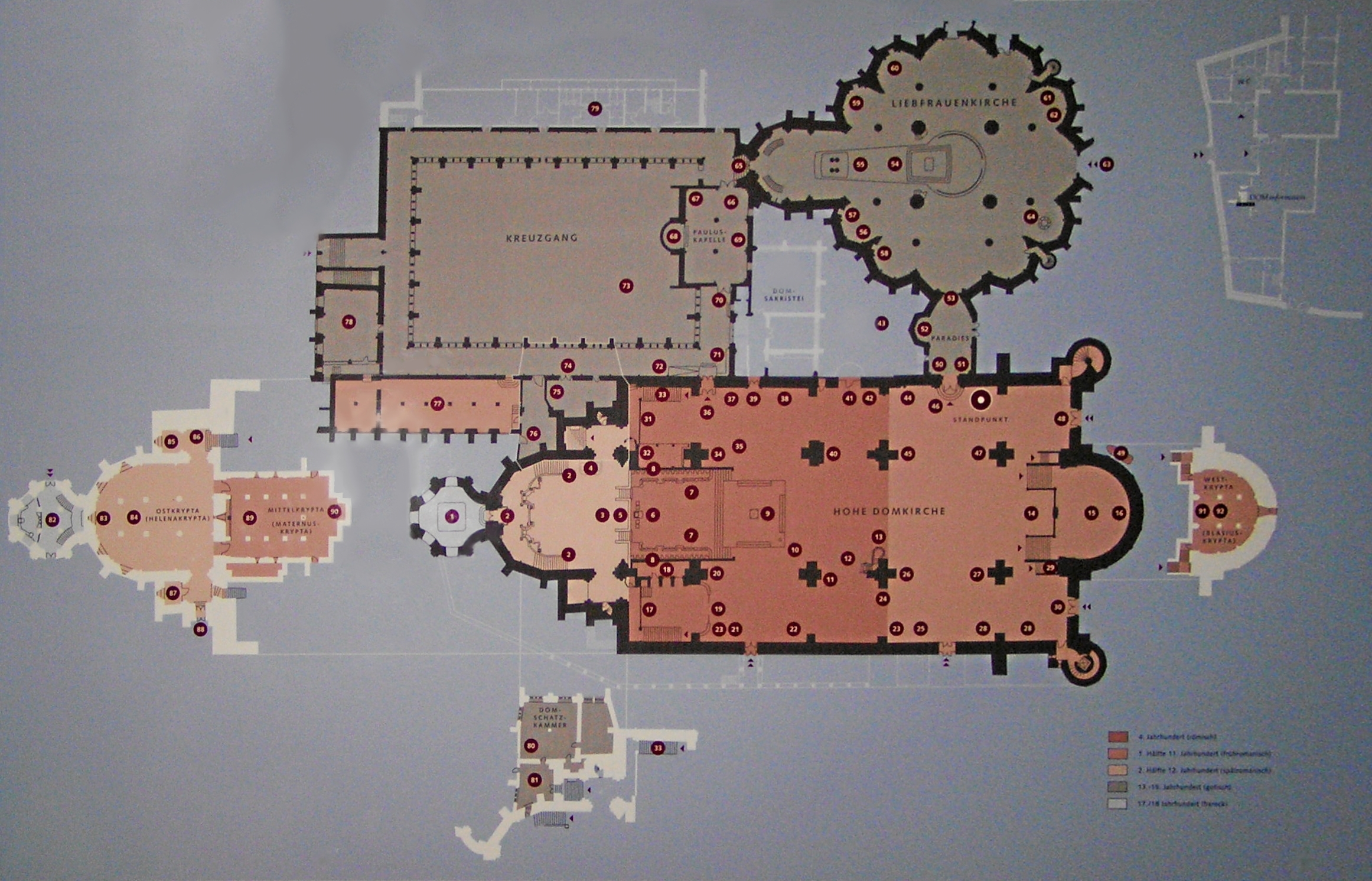
Grundriss des Trierer Doms

Die Hohe Domkirche St. Peter zu Trier ist die älteste Bischofskirche Deutschlands und die Mutterkirche des Bistums Trier. Mit einer Länge von 112,5 Metern und einer Breite von 41 Metern ist das Bauwerk das größte Kirchengebäude der Stadt Trier und ein bedeutendes Zeugnis abendländischer sakraler Baukunst.
Seit 1986 ist der Trierer Dom Teil des UNESCO-Welterbes Römische Baudenkmäler, Dom und Liebfrauenkirche in Trier, des Weiteren ist er ein geschütztes Kulturgut nach der Haager Konvention.

## Geschichte
Der Dom steht über den Resten eines repräsentativen römischen Wohnhauses. Im Zuge der von Kaiser Konstantin eingeleiteten konstantinischen Wende hin zum Christentum wurde zwischen 310 und 320, also in der Zeit Konstantins des Großen, eine Basilika errichtet, die unter Bischof Maximin (329–346) zu einer der größten Kirchenanlagen Europas mit vier Basiliken, einem Baptisterium und Nebengebäuden erweitert wurde. Um 340 entstand der sogenannte Quadratbau, der Kern des Domes mit vier monumentalen Säulen aus dem Odenwald.

### Römische Zeit
Als Kern der mittelalterlichen Siedlung geriet der Trierer Dom seit 1843 in das Interesse archäologischer Forschung. Größere Ausgrabungen fanden besonders nach dem Zweiten Weltkrieg unter dem Direktor des Bischöflichen Dom- und Diözesanmuseums, Theodor Konrad Kempf, und seinem Nachfolger Winfried Weber bis 1981 statt. In den ältesten Schichten konnte ein vornehmes römisches Wohnquartier des 2. und 3. Jahrhunderts n. Chr. festgestellt werden. Dazu gehörte unter anderem ein reich mit Wand- und Deckenmalereien verzierter Prunksaal mit Kassettendecke. Unter der heutigen Vierung des Doms sind Teile des Gebäudes konserviert, die rekonstruierten Fresken werden im Museum am Dom (ehemaliges Bischöfliches Dom- und Diözesanmuseum) ausgestellt. Die reiche Ausstattung hat dazu geführt, dass die Anlage teilweise auch einem spätantiken Palastbau zugeschrieben wird.

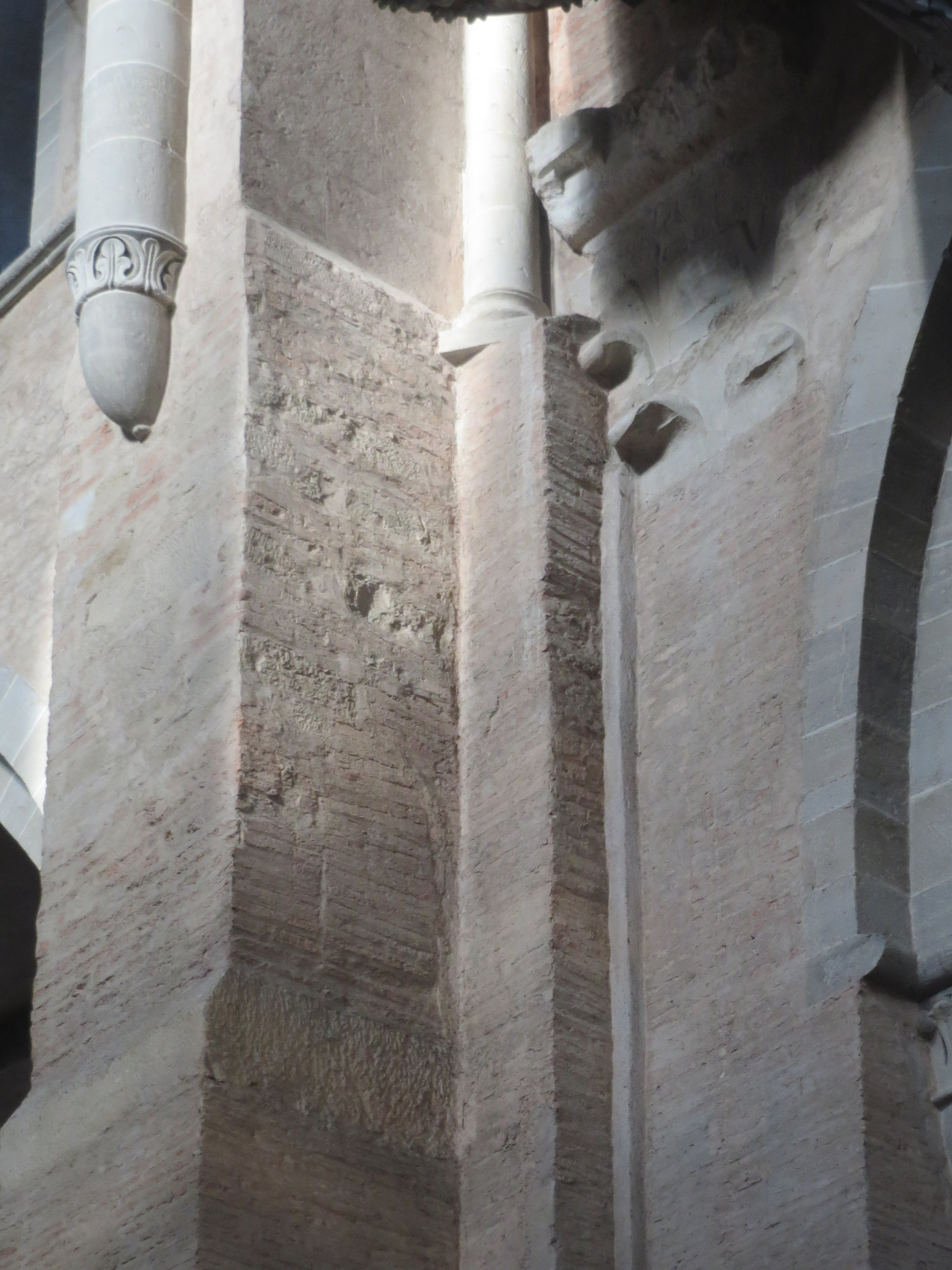
Römischer Pfeiler im Dom
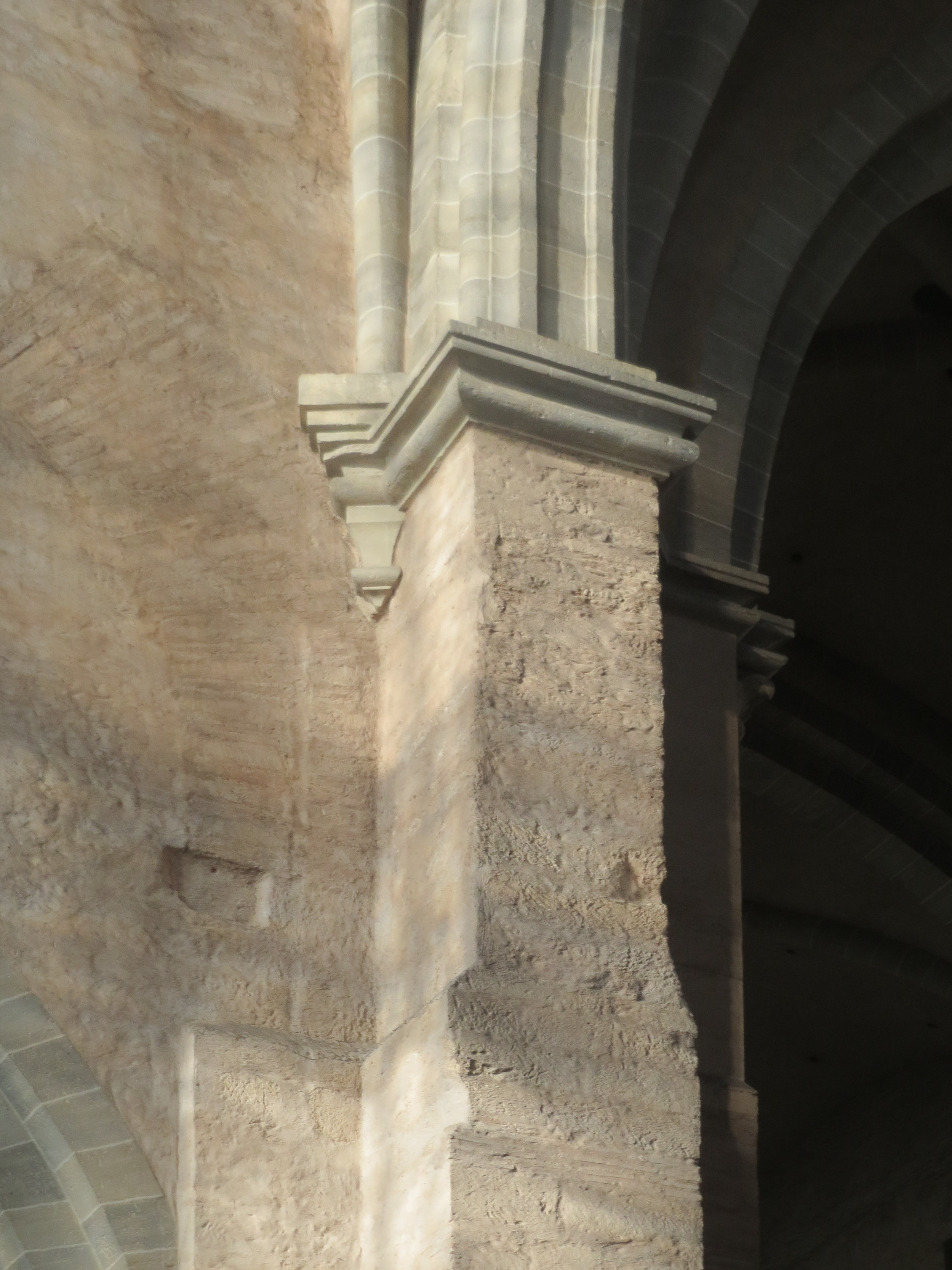
Römischer Bogenansatz neben einem Pfeiler
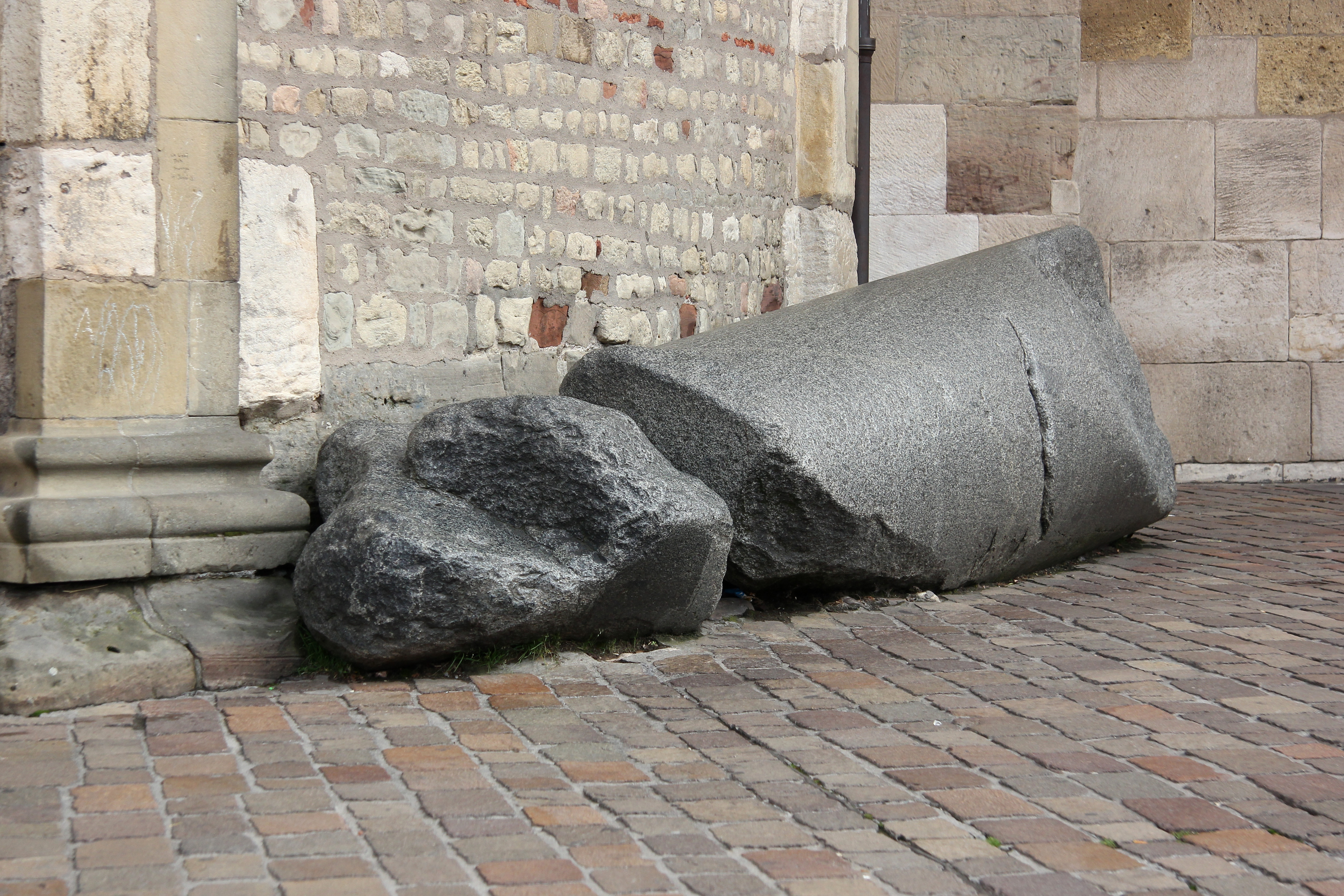
Fragment einer römischen Granitsäule vor dem Dom

Die Wohnbebauung wurde im frühen 4. Jahrhundert abgerissen und planiert, um an ihrer Stelle eine Doppelkirchenanlage mit zwei nach Osten ausgerichteten, dreischiffigen Basiliken zu errichten, von denen besonders die zahlreichen Säulenstellungen nachgewiesen wurden. Die Säulen der Nordbasilika bestanden aus Odenwälder Granit, worauf heute noch der vor dem Dom liegende Domstein hinweist. Eine dem Domstein sehr ähnliche Säule liegt in den spätrömischen Steinbrüchen am Felsenmeer bei Lautertal. Die Ausdehnung der beiden Kirchenanlagen einschließlich der Querbauten und Peristylhöfe ist nicht vollständig gesichert und lag vermutlich zwischen 40 (Nordbasilika) und 30 m (Südbasilika unter der heutigen Liebfrauenkirche) Breite bei einer Länge von je 150 m. Zwischen beiden Kirchen befand sich ein quadratisches Baptisterium, das heute im Pflaster des Domfreihofs markiert ist. Vor dem Chor der Nordbasilika wurden achteckige Gebäudereste freigelegt, die vom Ausgräber als „Herrenmemoria“ (Aufbewahrungsort für Reliquien) gedeutet wurde.
Im 5. Jahrhundert brannte der Dom nach einer Eroberung aus. Die großen Granitsäulen barsten und stürzten mit ihren Bögen ein. Nur die Außenmauern blieben stehen. Im 6. Jahrhundert konnte unter Bischof Nicetius der quadratische Bau, heute die Vierung, wieder hergestellt werden. In der Mitte dieses Baukörpers lag ein erhöhtes Podium, an den vier Ecken wurden als Ersatz für die durch den Brand geborstenen Granitsäulen wiederverwendete Säulen (Spolien) aus Kalkstein eingesetzt. Der Verzierung der Kapitelle nach könnten sie vom Tempel am Herrenbrünnchen stammen. Entlang der Windstraße an der Nordseite des Doms ist das zugehörige Ziegelmauerwerk noch bis auf eine Höhe von 30 m sichtbar. Die Kirchenanlage des 4. Jahrhunderts wurde also zuerst durch die Völkerwanderung zerstört, der Quadratbau und die nördliche Basilika aber wieder aufgebaut. Eine weitere Zerstörung geschah 882 während der Raubzüge der Wikinger in den Rheinlanden.

### Mittelalter

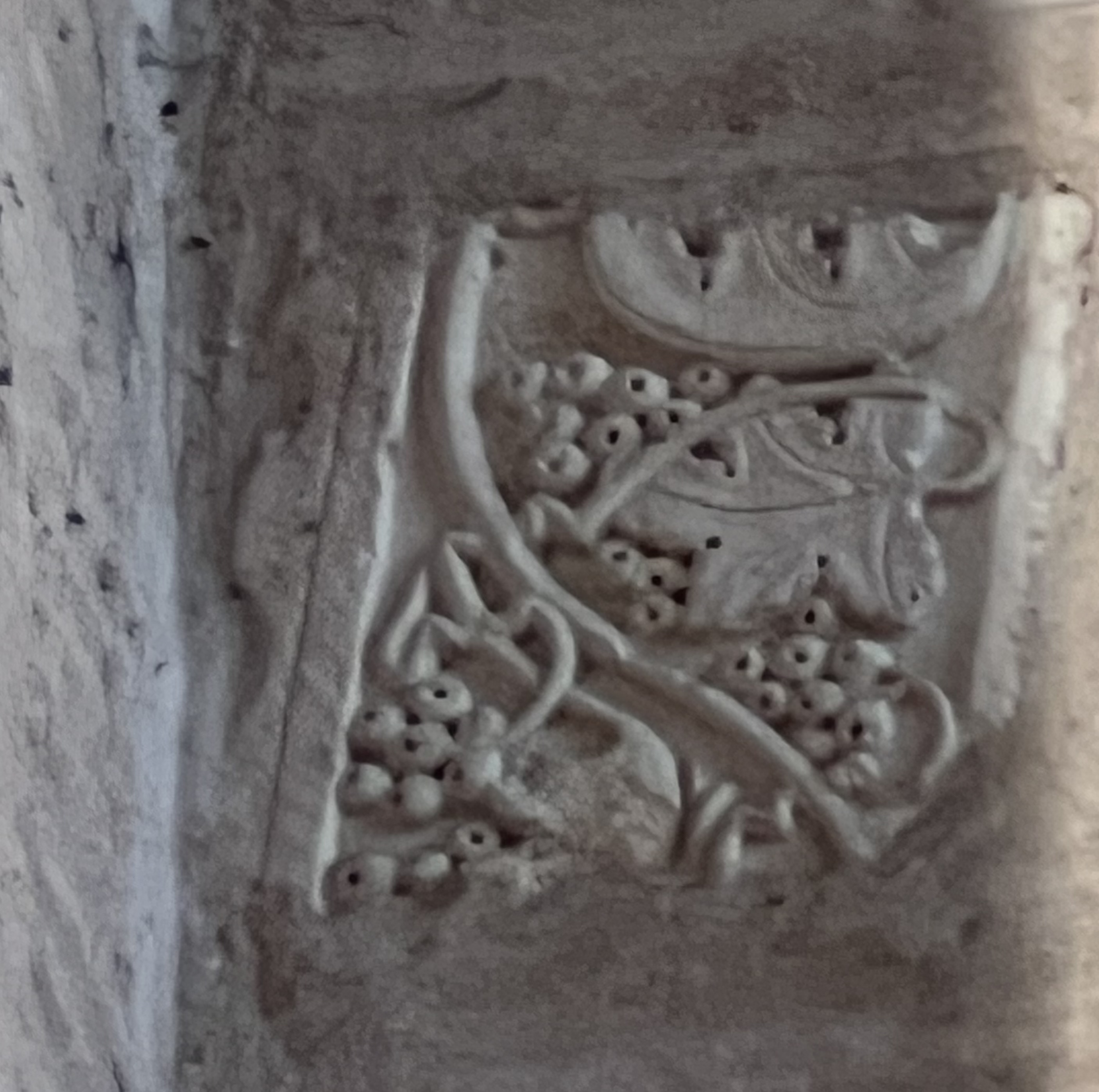
Säule aus dem Mittelalter mit Weinrebenmotiv als Spolie

Ab der Amtszeit des Bischofs Egbert wurde der Dom erweitert und neugestaltet. Da die Standsicherheit des Domes nicht mehr gegeben war ummantelte man die Vierungssäulen des 6. Jahrhunderts mit kreuzförmigen Pfeilern aus Quadern und römischen Ziegeln. Zu sehen ist noch eine Weinrebe, deren Stein neu verwendet wurde. Unter Egbert wurde auch begonnen den Quadratbau nach Westen durch eine dreischiffige Anlage zu erweitern.
Ab 1037 wurde unter Erzbischof Poppo der Dom weiter nach Westen gebaut. Es entstand ein einmaliger Raum mit der Jochfolge: kurz-lang-kurz-lang-kurz. Die Maternuskrypta wurde vollendet. Die Westfassade ist ein typisches Beispiel der Baukunst unter den Saliern. Der Nikolausaltar des Westchors wurde 1121 geweiht. Unter ihm entstand in der gleichen Zeit die Krypta St. Blasius.
Noch im 11. Jahrhundert wurde unter Erzbischof Eberhard der Nordturm und das Mittelschiff und unter Bischof Udo der Südturm vollendet.
Am 1. Mai 1196 wurde unter Erzbischof Johann I. der neue Altar des erweiterten Ostchores geweiht und der „Heilige Rock“ in diesen übertragen. In dieser Zeit entstanden auch die Lettnerbauten im West- und Ostchor.
Im 13. Jahrhundert erfolgte eine grundlegende Erneuerung im spätromanischen Stil („Rhein-Maas-Romanik“, beschrieben von Kubach und Verbeek), die das heutige innere Erscheinungsbild noch prägt. Sie betraf insbesondere die Einwölbung mit Kreuzrippengewölben, den Einbau von Emporen sowie die Neugestaltung des Ostchores.
Äußere Veränderungen brachte das ausgehende Mittelalter. Erzbischof Balduin von Luxemburg ließ um 1350 die beiden Osttürme erhöhen und Erzbischof Richard von Greiffenklau zu Vollrads nach 1512 den Südwestturm auf 76 Meter Höhe aufstocken, weil der Turm der Bürgerkirche St. Gangolf die Domtürme überragte.

### Neuzeit

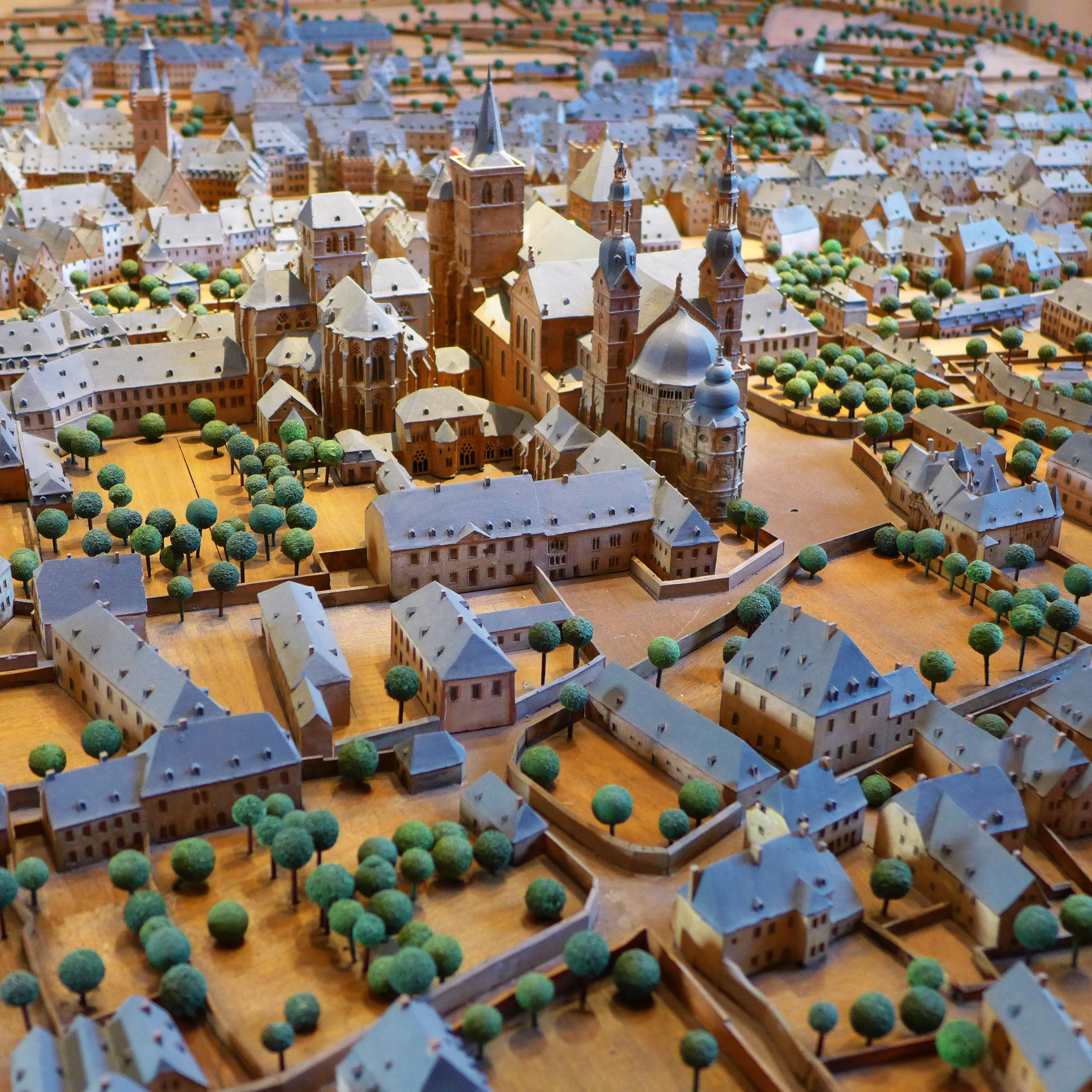
Der barocke Trierer Dom mit der Liebfrauenkirche um das Jahr 1800, Stadtmodell Trier, Stadtmuseum Simeonstift Trier

#### 18. und 19. Jahrhundert
Anfang des 18. Jahrhunderts wurde die schon früher geplante Heiltumskapelle, zu der der monumentale Aufbau mit Pilgertreppen im Inneren des Ostchores gehört, angebaut. Dort wird der Heilige Rock aufbewahrt. Nach einem Brand des Dachstuhls am 17. August 1717 wurde der Dom von 1719 bis 1723 durch Johann Georg Judas umgestaltet und erhielt ein Querhaus, die Osttürme bekamen barocke Hauben.
Im 19. Jahrhundert folgten mehrere Restaurierungen, deren Ziel es war, das mittelalterliche Erscheinungsbild wiederherzustellen; so erhielten die Osttürme 1883 neugotische Hauben statt der barocken. Auch Teile der barocken Ausstattung wurden entfernt und durch neoromanische Stücke ersetzt.

#### Zerstörung im Zweiten Weltkrieg und Wiederaufbau
Im Zweiten Weltkrieg wurde der aus Kordeler Sandstein bestehende Dom schwer beschädigt, konnte aber verhältnismäßig rasch wiederaufgebaut werden. Zerstört wurden vor allem große Teile des Kreuzganges, das Dach und Gewölbe der Heiltumskapelle sowie die Dächer der Westtürme. Die Gewölbe des Domes selbst blieben erhalten, sodass sich auch die Schäden an der Ausstattung in Grenzen hielten. Die bedeutendsten Altäre des Domes waren zudem durch Verkleidungen bzw. Ummauerung geschützt worden.
Die Kriegsschäden wurden teilweise eher provisorisch beseitigt, da insbesondere im Bereich des Hochaltars bereits seit Längerem Pläne zu einer Neugestaltung verfolgt wurden, die aber kriegsbedingt nicht umgesetzt werden konnten. Zudem zeigte sich Ende der 1950er-Jahre, dass offenbar erhebliche statische Schwierigkeiten bestanden, die sich mit einer lediglich oberflächlichen Instandsetzung nicht beheben ließen. Ursache waren die durch Senkung des Grundwasserspiegels verfaulten Eichenpfähle der Pfahlgründung des spätantiken Bauteils, aber auch die zahlreichen Umbauten späterer Jahrhunderte.

Architekturmodell der Kriegszerstörungen des Trierer Domes im Jahr 1945
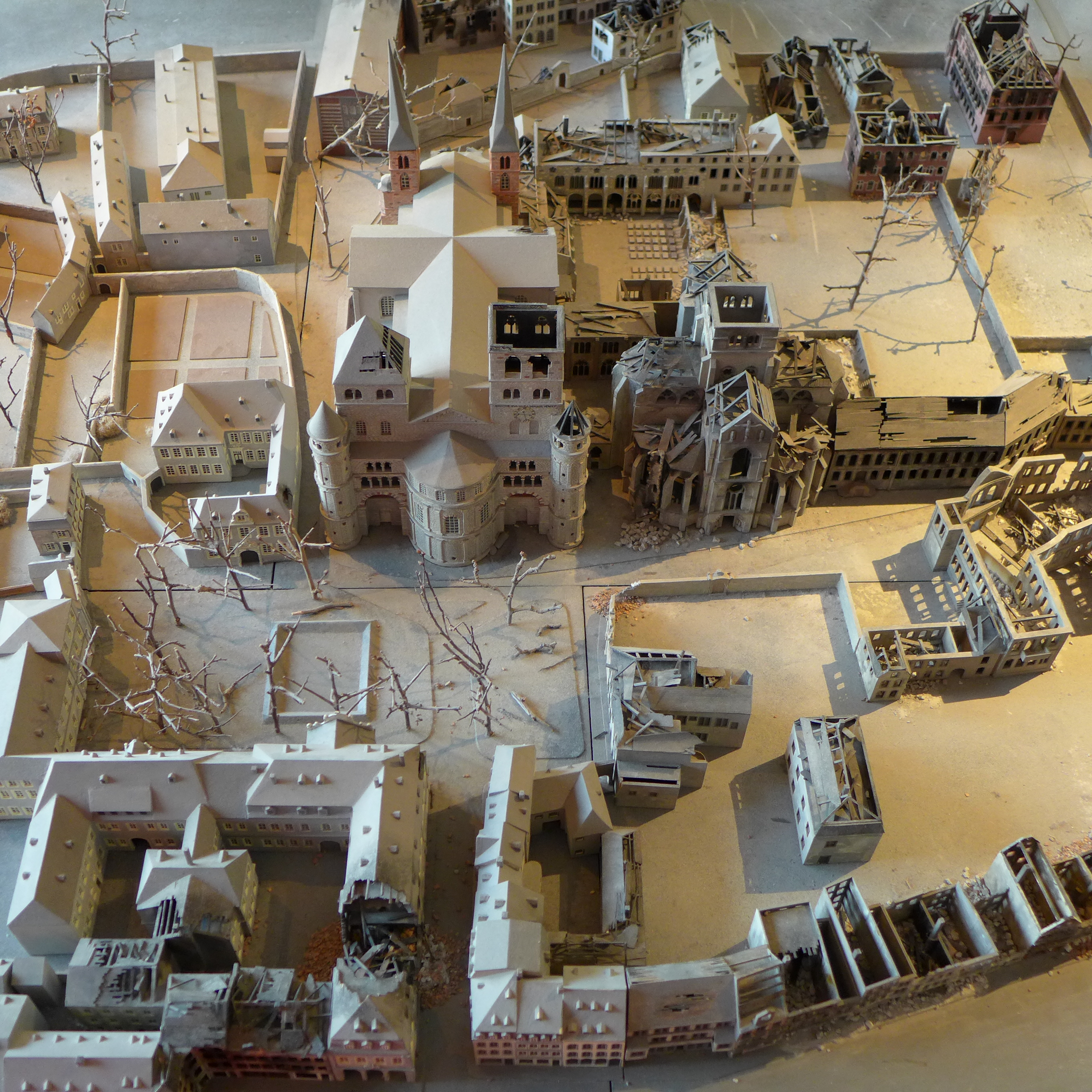
Westseite
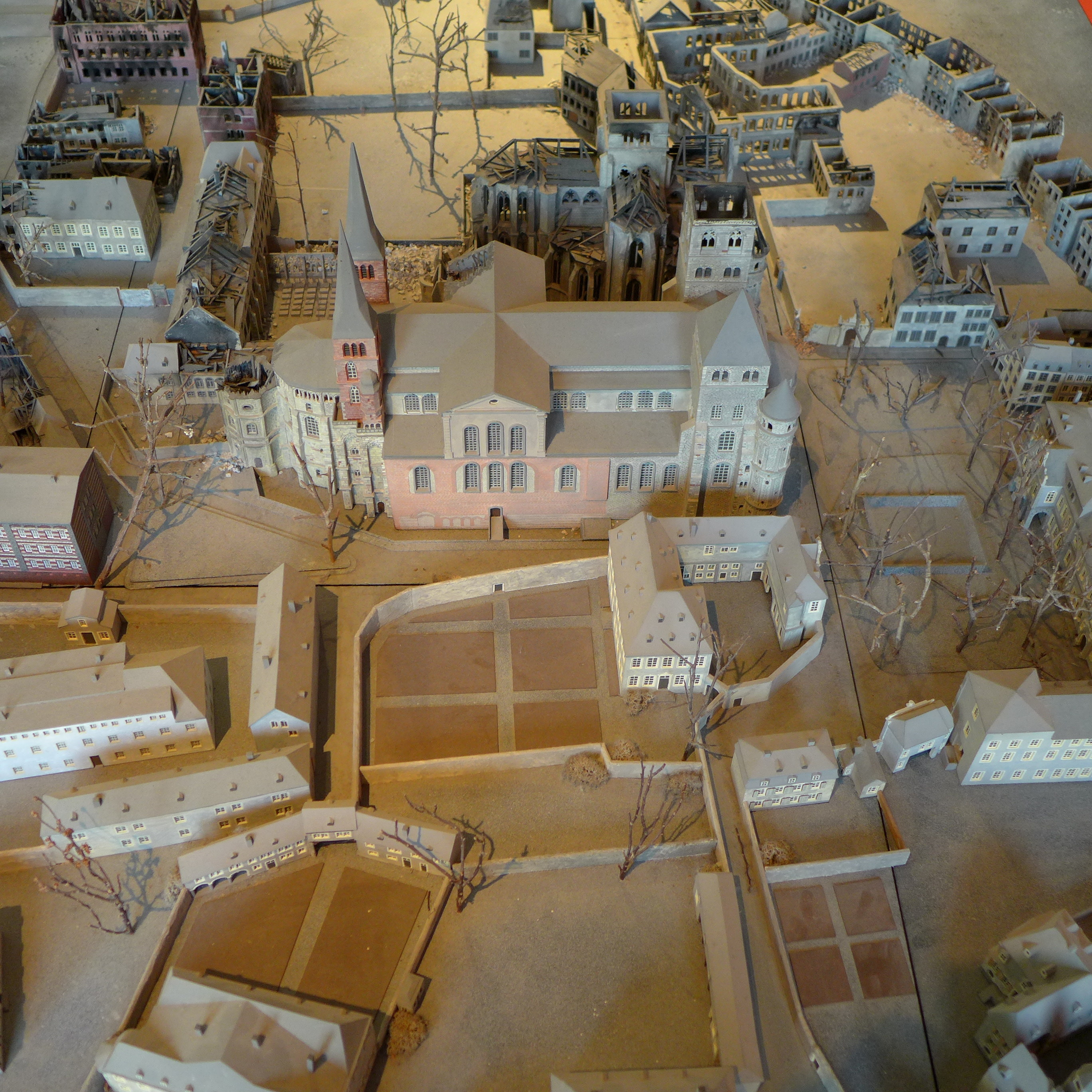
Nordseite
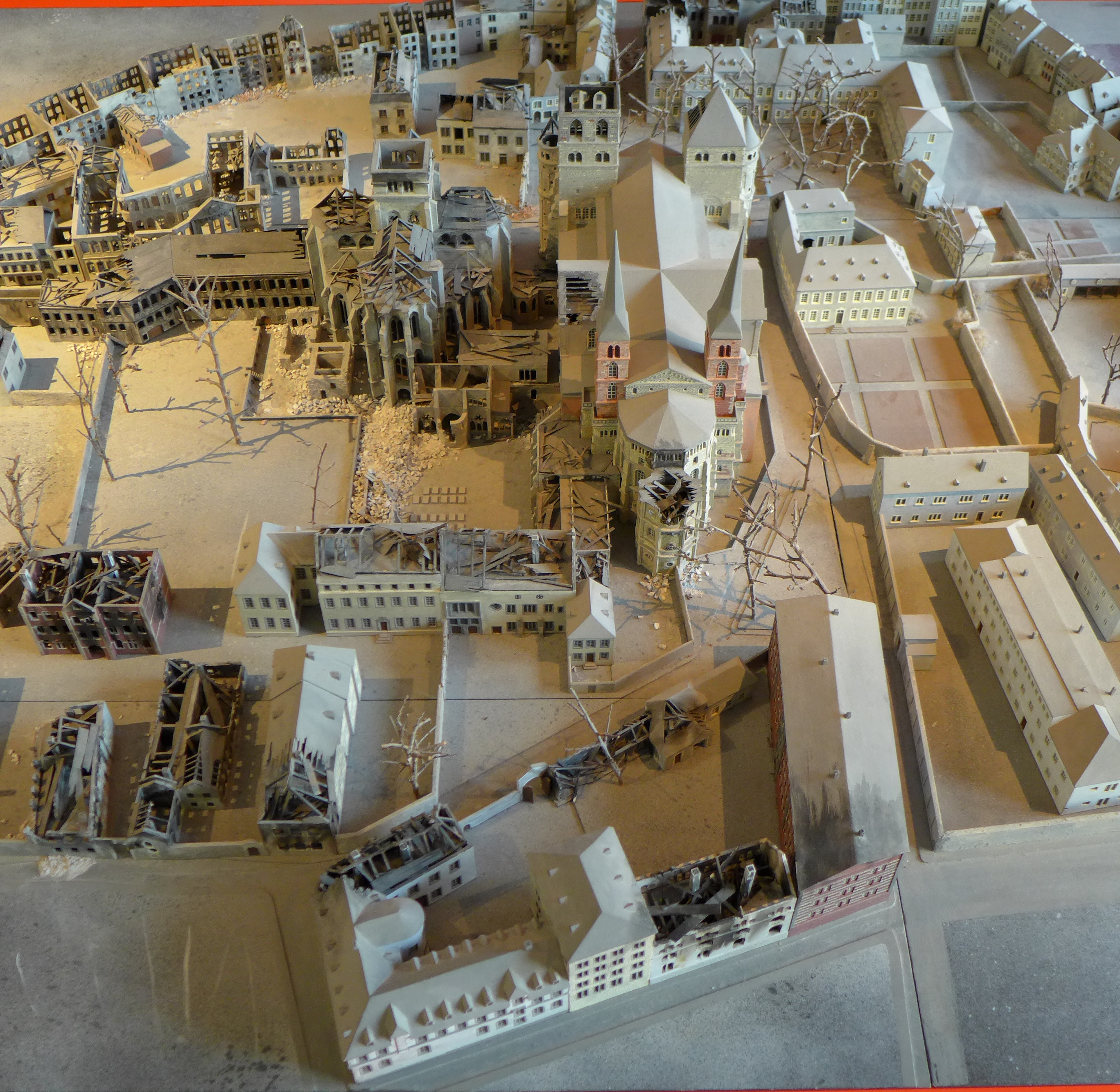
Ostseite
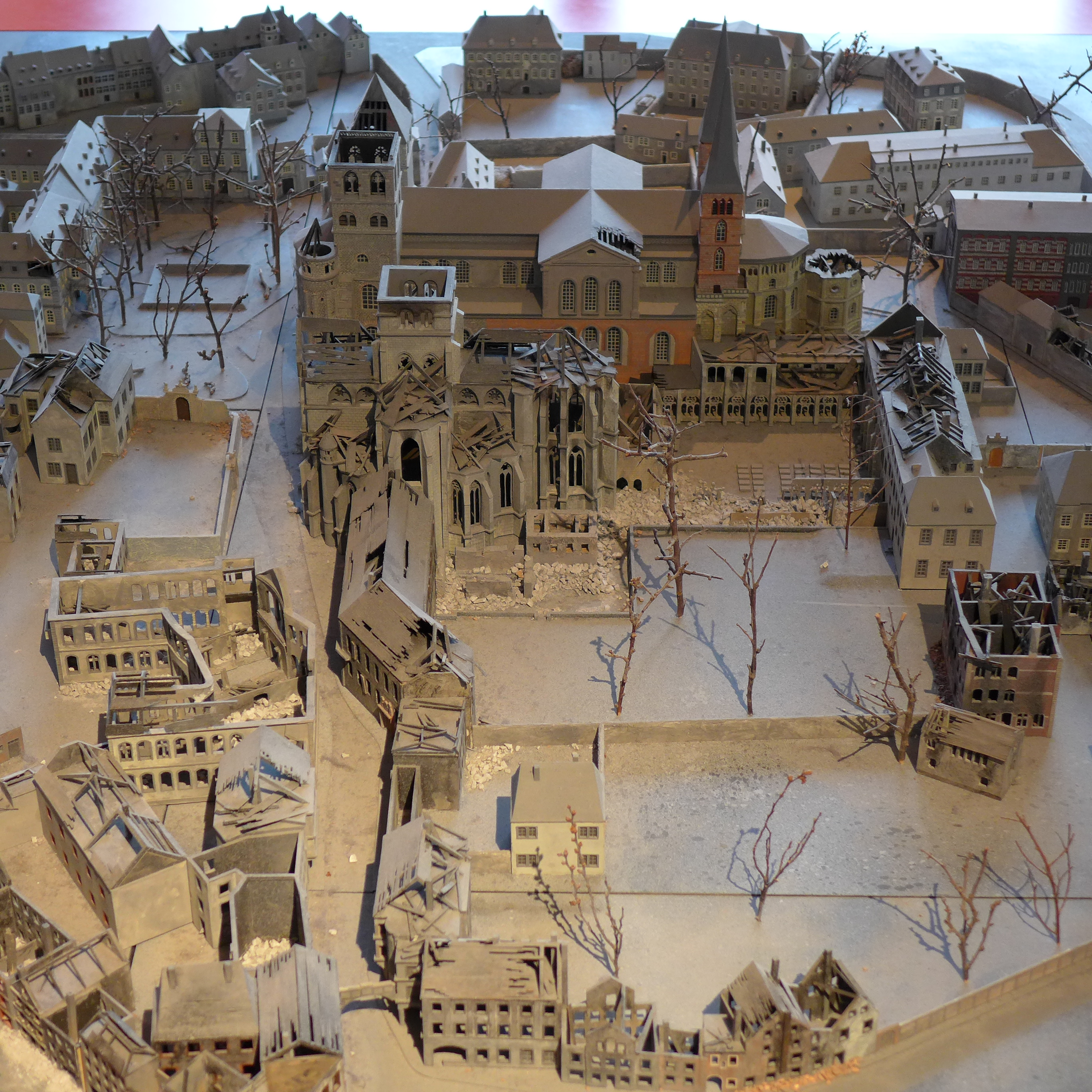
Südseite

Nachdem ein Architektenwettbewerb veranstaltet worden war, wurde der Dom unter der Leitung der Architekten Gottfried Böhm und Nikolaus Rosiny grundlegend restauriert und am 1. Mai 1974 wieder eröffnet.
Die Restaurierung war vor allem durch die statischen Beeinträchtigungen notwendig geworden; ihr ging eine intensive Diskussion voraus, in der unter anderem erwogen wurde, das mittelalterliche Erscheinungsbild des Domes wiederherzustellen und große Teile der Ausstattung zu entfernen. Dies unterblieb jedoch, sodass die historisch gewachsene Gestalt des Domes weitgehend erhalten ist. Umstritten war das Entfernen des Innenputzes, allerdings lässt die heutige weitgehend steinsichtige Gestaltung die verschiedenen Bauphasen des Domes gut erkennen. Für den Einbau der Altarinsel der Künstlergemeinschaft Theo Heiermann, Elmar Hillebrand und Jochem Pechau aus dunkelgrauem Peperino aus Viterbo und Einlegearbeiten aus hellem Präonyx aus Volterra in der Vierung mussten neben den Ergänzungen des frühen 20. Jahrhunderts auch originale Teile des mittelalterlichen Lettners abgebaut werden (heute im Museum am Dom). Einige Ausstattungsstücke wurden versetzt, unter anderem das ehemalige Chorgitter (sog. Goldenes Tor), das heute in veränderter Form den Abschluss der Sakramentskapelle im nördlichen Seitenschiff bildet. Ebenso fanden die ehemals flankierenden Barockaltäre, die schon vor der Restaurierung nicht mehr an ihrem ursprünglichen Standort waren, einen neuen Platz im Westchor. In liturgischer, aber auch denkmalpflegerischer Hinsicht bedeutend war die Wiederherstellung der später vermauerten Durchblicksöffnung in die Heiltumskapelle, die den ursprünglichen Sinngehalt der Architektur wieder nachvollziehbar macht.
Eine erhebliche technische Leistung war die Stabilisierung des gesamten Gebäudes durch ein kompliziertes System von stählernen Zug- und Druckelementen, die zudem weitgehend unsichtbar eingebaut werden mussten, um das Erscheinungsbild der Architektur nicht zu beeinträchtigen.
Über der Kirchturmuhr des erhöhten Südostturms steht der lateinische Text nescitis qua hora dominus veniet („Ihr wisst nicht, zu welcher Stunde der Herr kommen wird“), ein Bezug auf die Bibelstelle Mt 24,42  vigilate ergo, quia nescitis qua hora Dominus vester venturus sit („Wacht also! Denn ihr wisst nicht, an welchem Tag euer Herr kommt“). Nach der Legende um einen Streit zwischen Bischof und Stadt ist die Inschrift eine Antwort auf den Text am Turm von St. Gangolf, wo es heißt vigilate et orate! („Wachet und betet!“); dies ist eine mehrfach im Neuen Testament benutzte Wendung.
Am 4. Mai 2008 fand die erste Seligsprechung im Trierer Dom statt. Seliggesprochen wurde Mutter Rosa, die Gründerin der Waldbreitbacher Franziskanerinnen von der allerseligsten Jungfrau Maria von den Engeln.

## Ausstattung

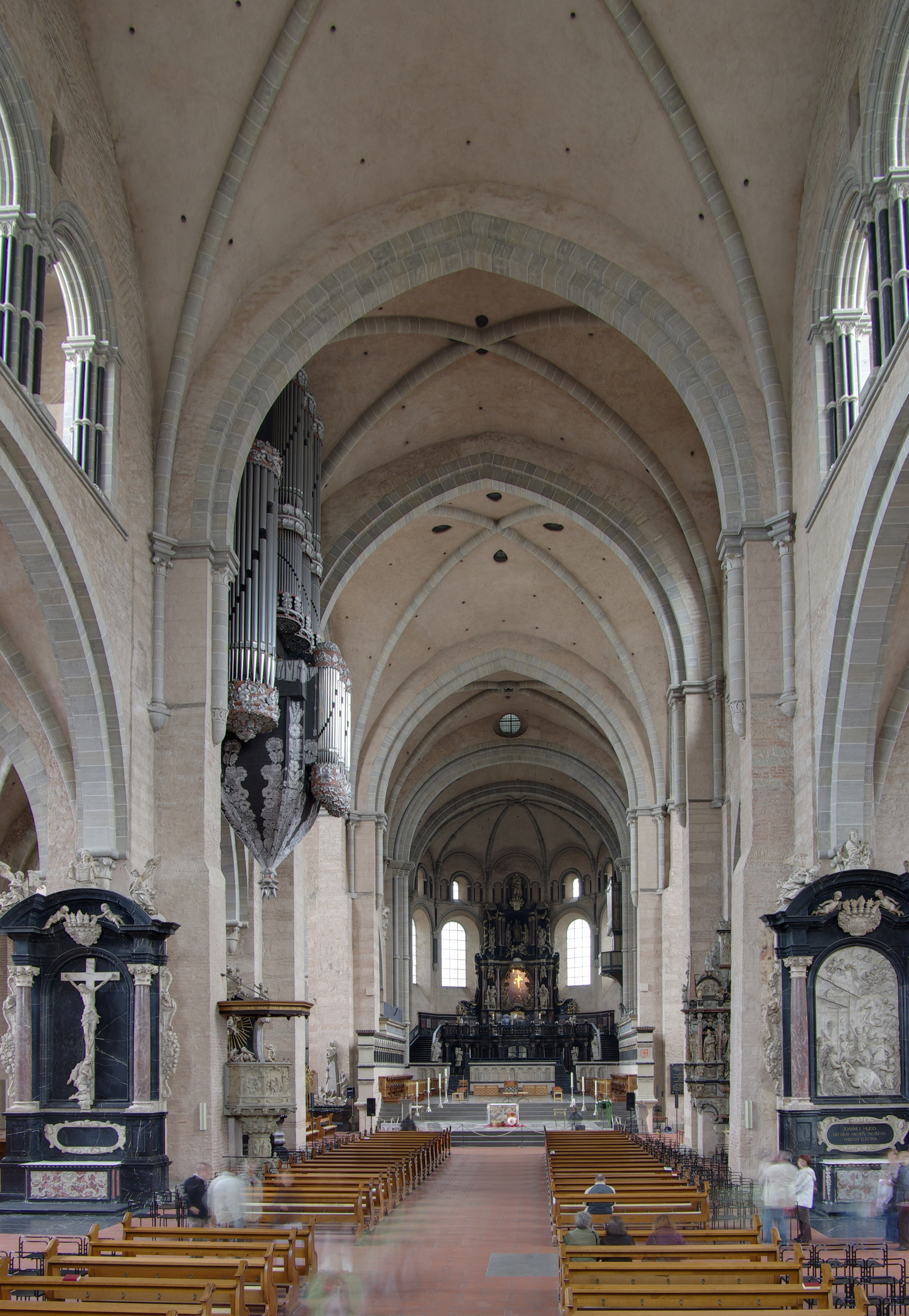
Innenansicht, Blickrichtung nach Osten (zum Hochaltar)

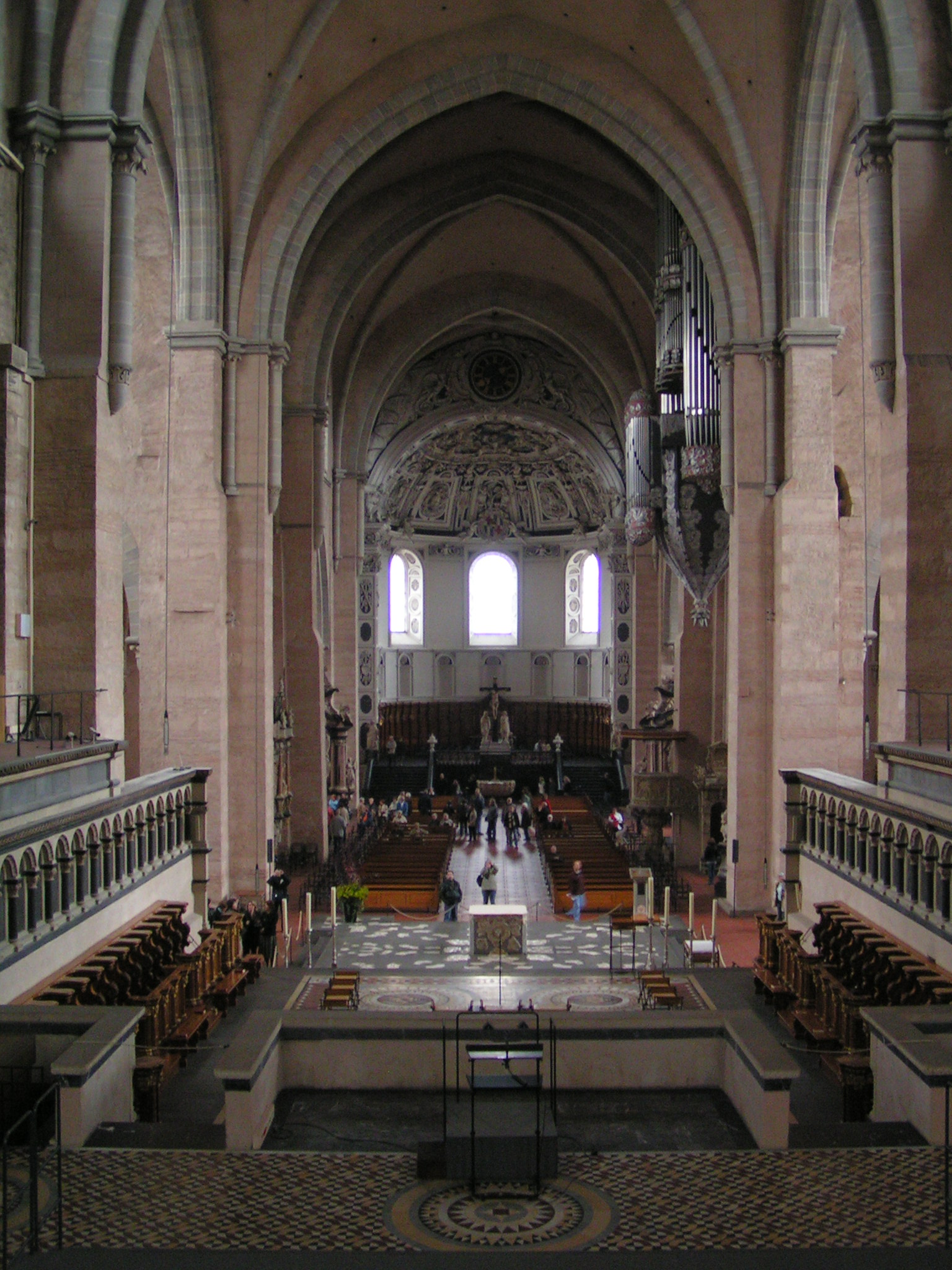
Innenansicht nach Westen

### Reliquien und Grabmäler
Der Heilige Rock ist die bekannteste Reliquie im Domschatz. Sie wird in der Heiltumskapelle, einem Anbau am Ostchor, unter einem Schutzglas in einem Holzbehältnis aufbewahrt und nur selten der Öffentlichkeit präsentiert, ähnlich wie das Turiner Grabtuch. Daneben besitzt der Trierer Dom einen der heiligen Nägel vom Kreuz Christi.
Über mehrere Jahrhunderte diente der Dom als die bevorzugte Grablege der Trierer Erzbischöfe. Im Inneren befinden sich daher zahlreiche Grabmäler ehemaliger Erzbischöfe von Trier, beispielsweise die marmorne Tumba Balduins von Luxemburg, die Renaissancedenkmäler für Richard von Greiffenklau zu Vollrads und Johann von Metzenhausen oder der barocke Auferstehungsaltar, das Grabmal für Franz Georg von Schönborn. Er ist, wie mehrere weitere Grabmäler des 16. und 17. Jahrhunderts im Dom, ein sogenannter Grabaltar, an dem auch Messen gelesen wurden.
Bedeutende Ausstattungsstücke sind zudem die Domkanzel, die wie einige andere Stücke aus der Werkstatt des Trierer Bildhauers Hans Ruprecht Hoffmann stammt, und der mächtige Aufbau im Ostchor mit Pilgertreppen und Durchblicksöffnung zur Heiltumskapelle im Ostchor von Johann Wolfgang Frölicher. Ebenfalls von Frölicher stammt das muschelförmige Marmorbecken im Westchor, das heute als Taufbecken dient. Ursprünglich war es eine sogenannte „Fons Pietatis“: Auf dem Becken stand eine Christusfigur, aus deren Wundmalen gefärbtes Wasser als „Blut“ in das Becken floss. Ein wertvolles barockes Ausstattungsstück ist auch das Chorgestühl, das ursprünglich aus der Mainzer Kartause stammt. Im Ostchor sind nur noch die Sitze erhalten, die Rückwände sind als Wandvertäfelung im Westchor angebracht, andere Teile sind museal deponiert.
Mit dem Andreas-Tragaltar des Bischofs Egbert gehört dem Trierer Dom eines der bedeutendsten Kunstwerke ottonischer Goldschmiedekunst.
Eine frühbyzantinische Elfenbeintafel, die als Seitenwand eines Reliquienkästchens genutzt wurde und deren Entstehung von den meisten Forschern ins 6. Jahrhundert datiert wird, stellt auf engstem Raum 65 Personen zwischen zwei monumentalen Gebäuden dar.
In den letzten Jahren des Zweiten Weltkriegs war der Trierer Domschatz zusammen mit dem Aachener und dem Essener Domschatz im Hainer Stollen in Siegen untergebracht, um ihn vor Luftangriffen zu schützen.

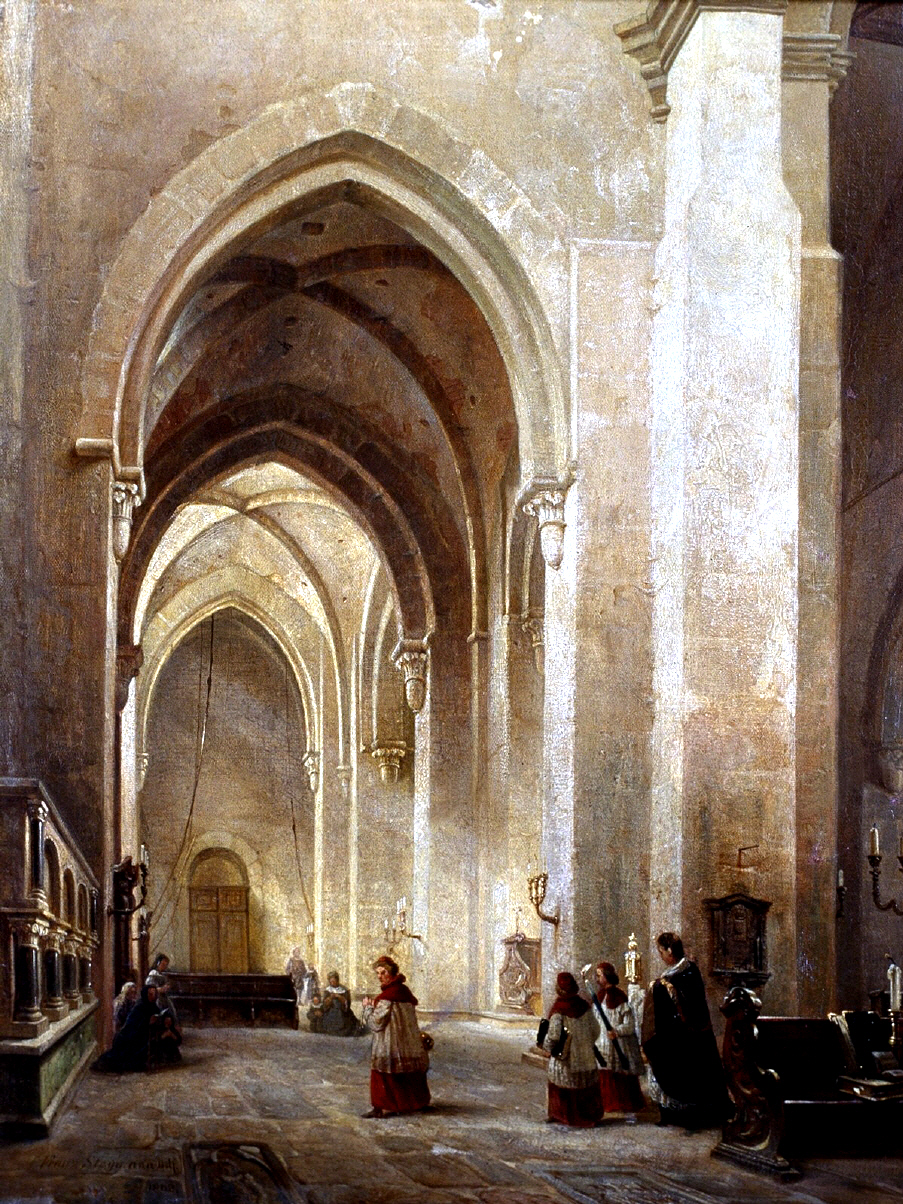
Südliches Seitenschiff (Stegman, 1862)
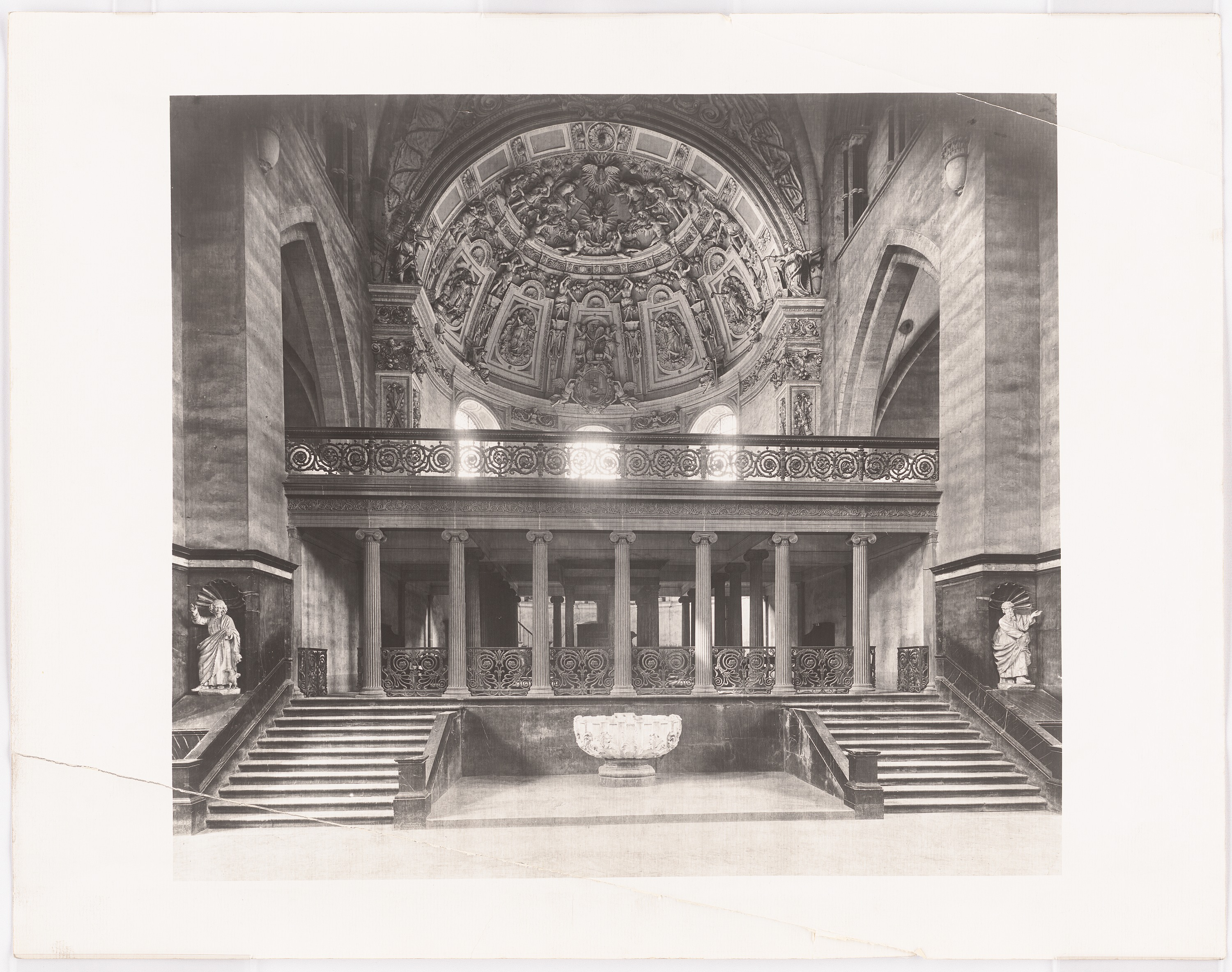
Westapsis um 1900
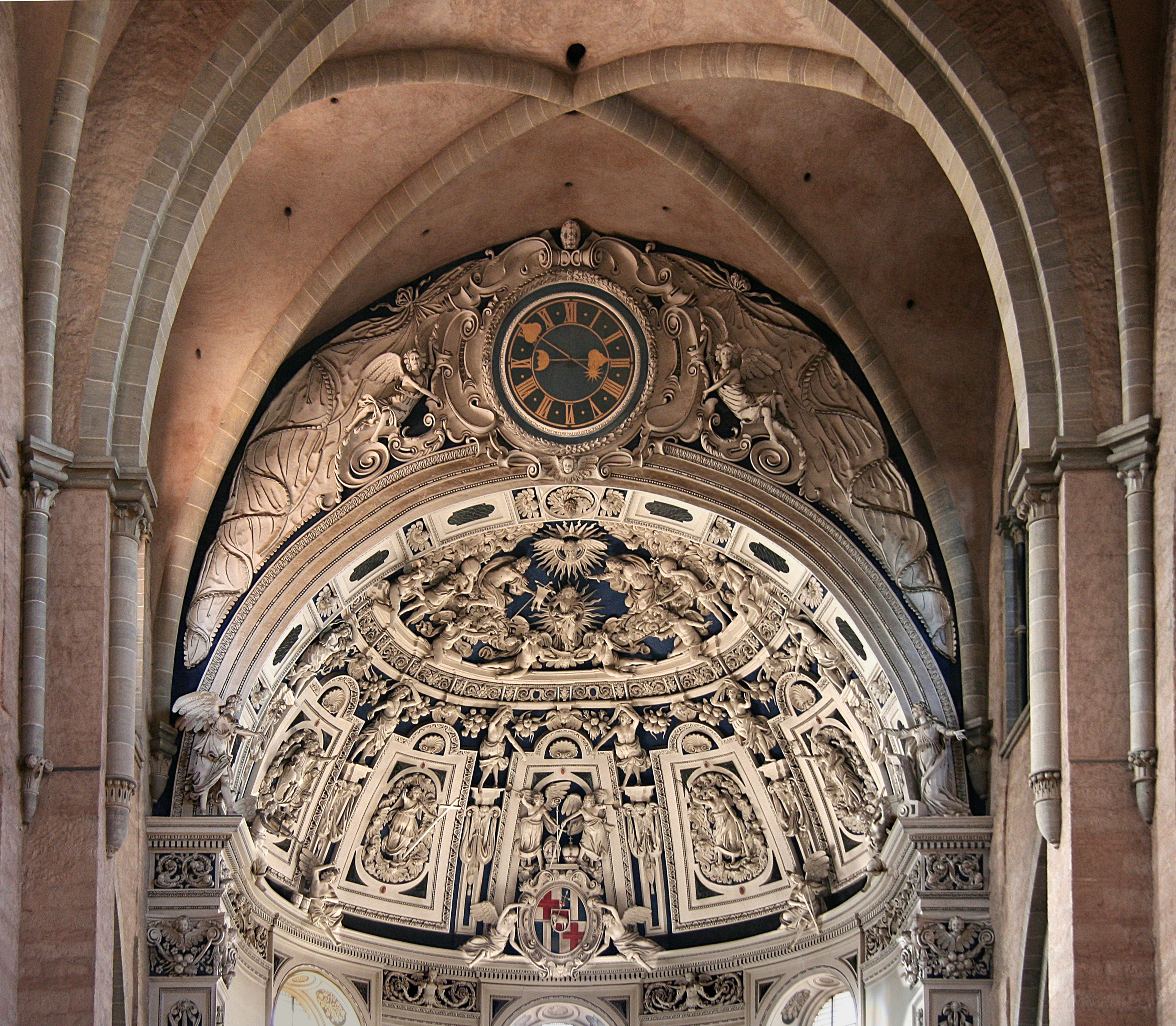
Kuppel des Westchors im Jahr 2007
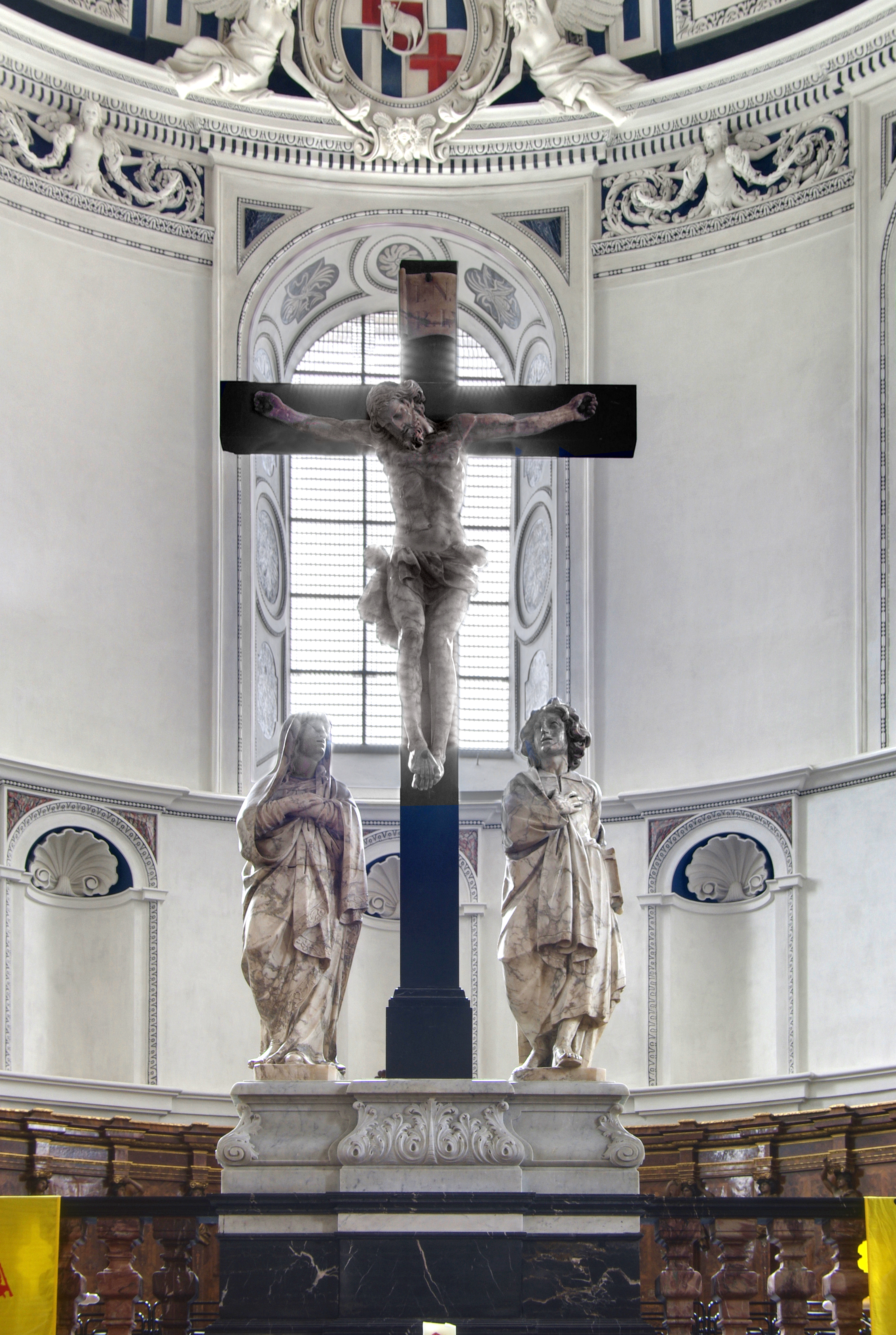
Kreuzigungsgruppe im Westchor der Kathedrale
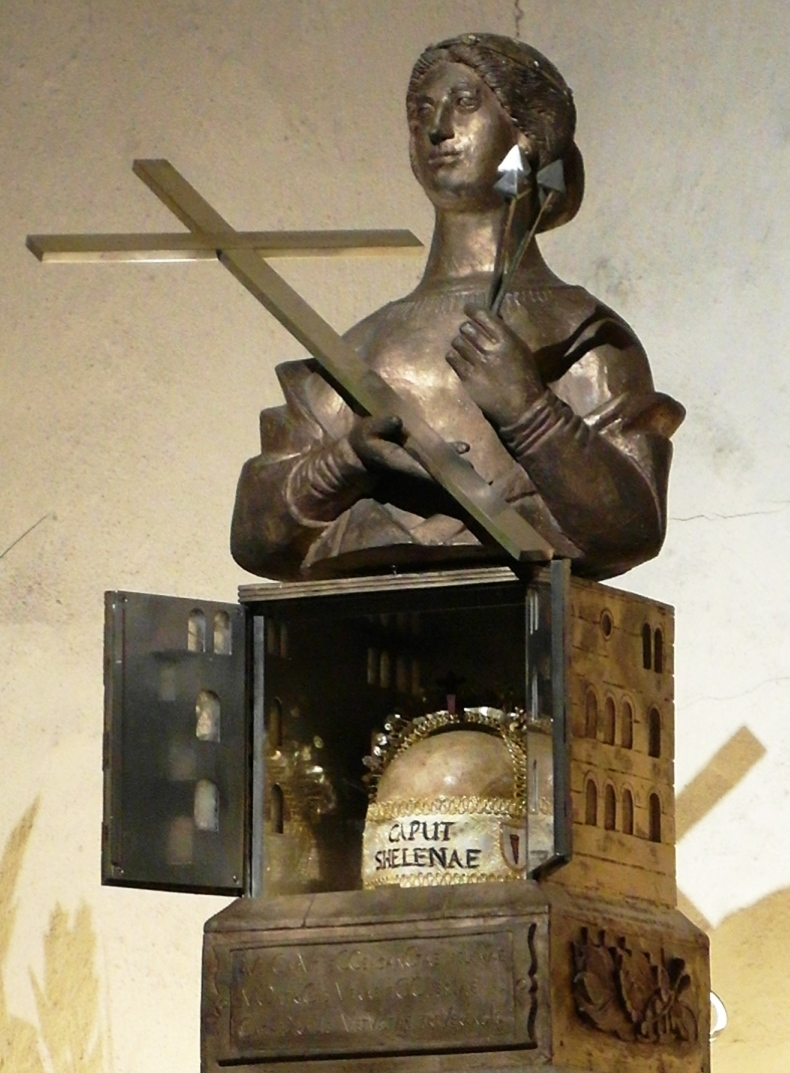
Reliquie des Kopfes der heiligen Helena in der Krypta des Trierer Doms
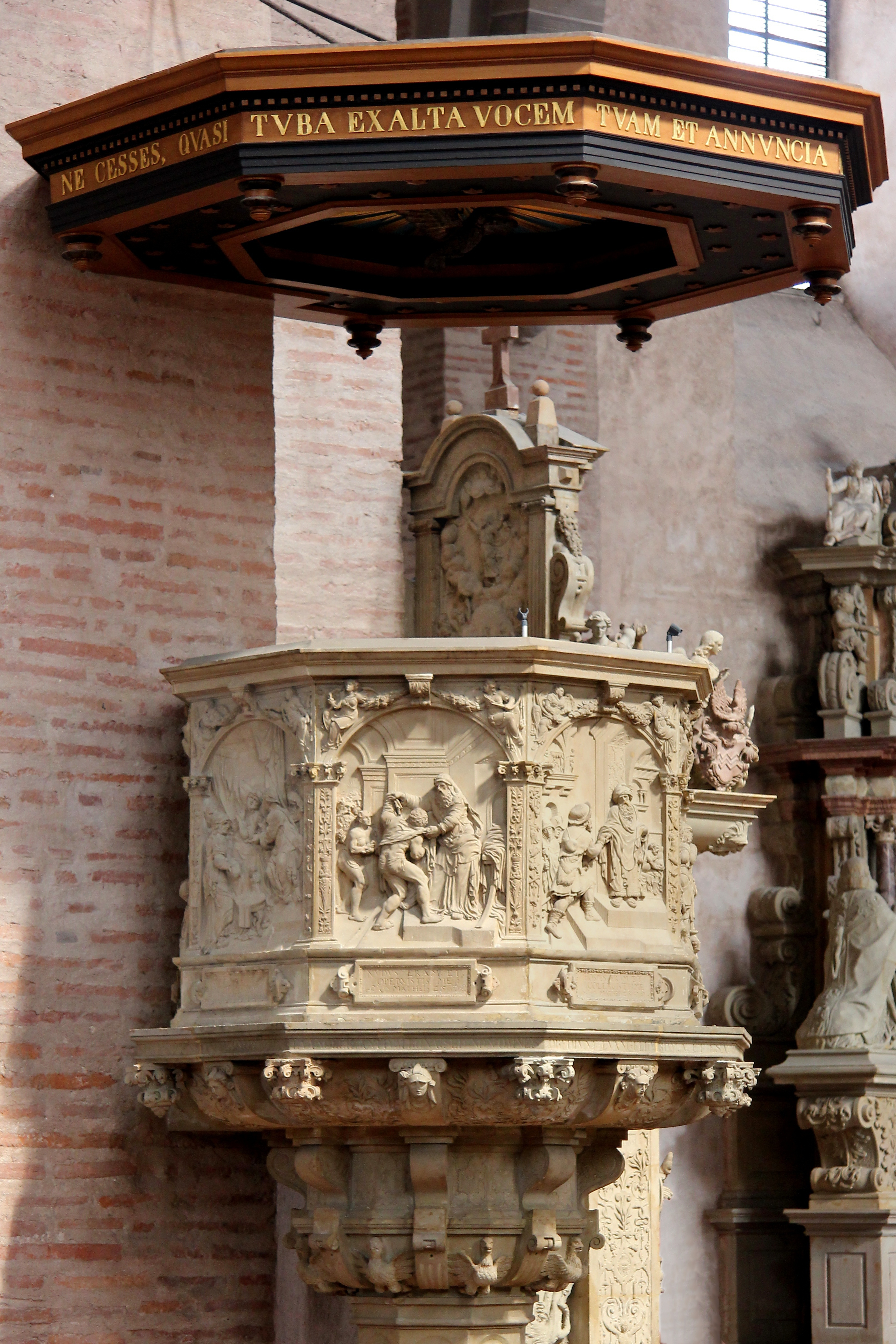
Dom-Kanzel mit den sieben Werken der Barmherzigkeit

### Reliefs und Statuen

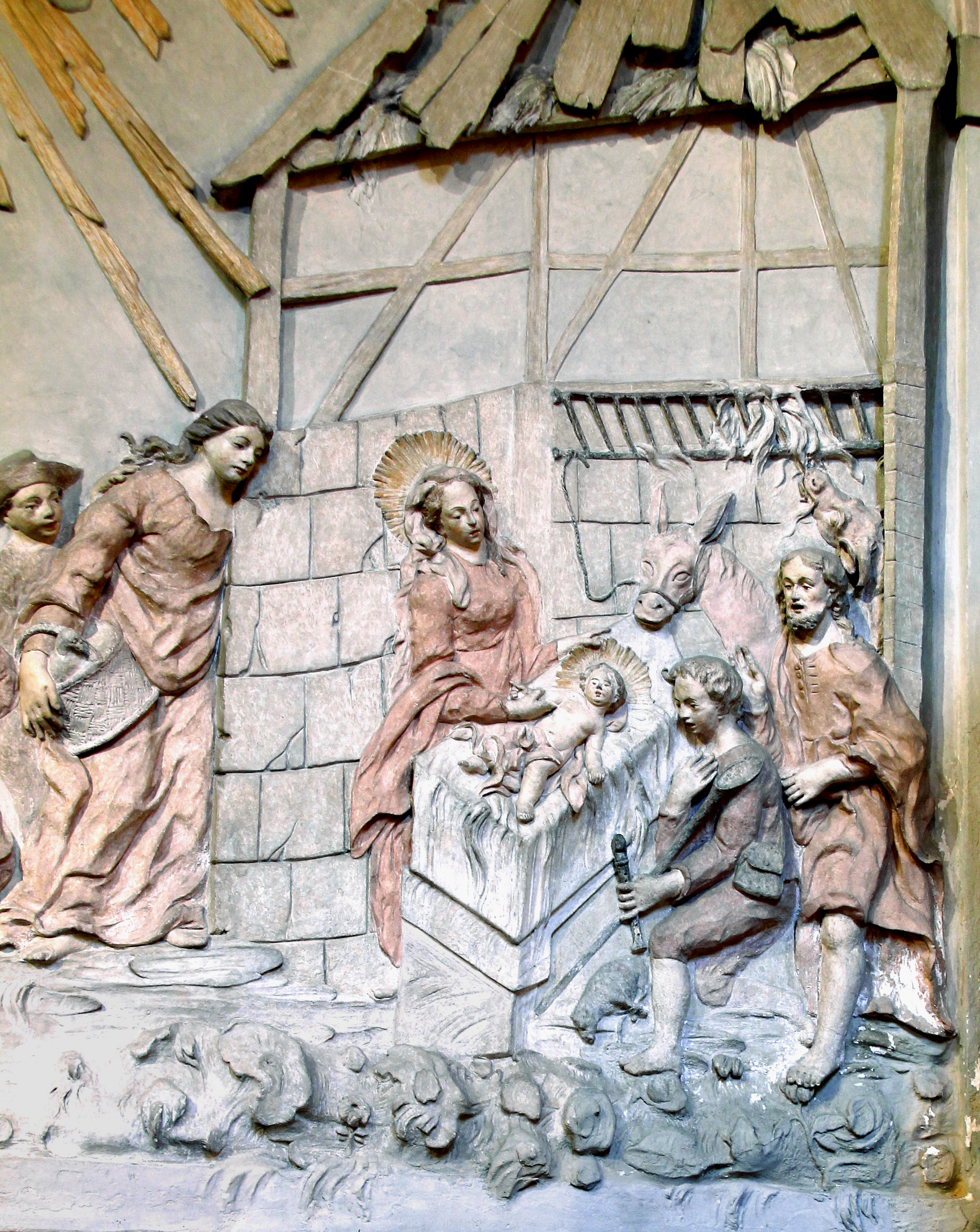
Anbetung der Hirten, Stuckrelief in der Marienkapelle

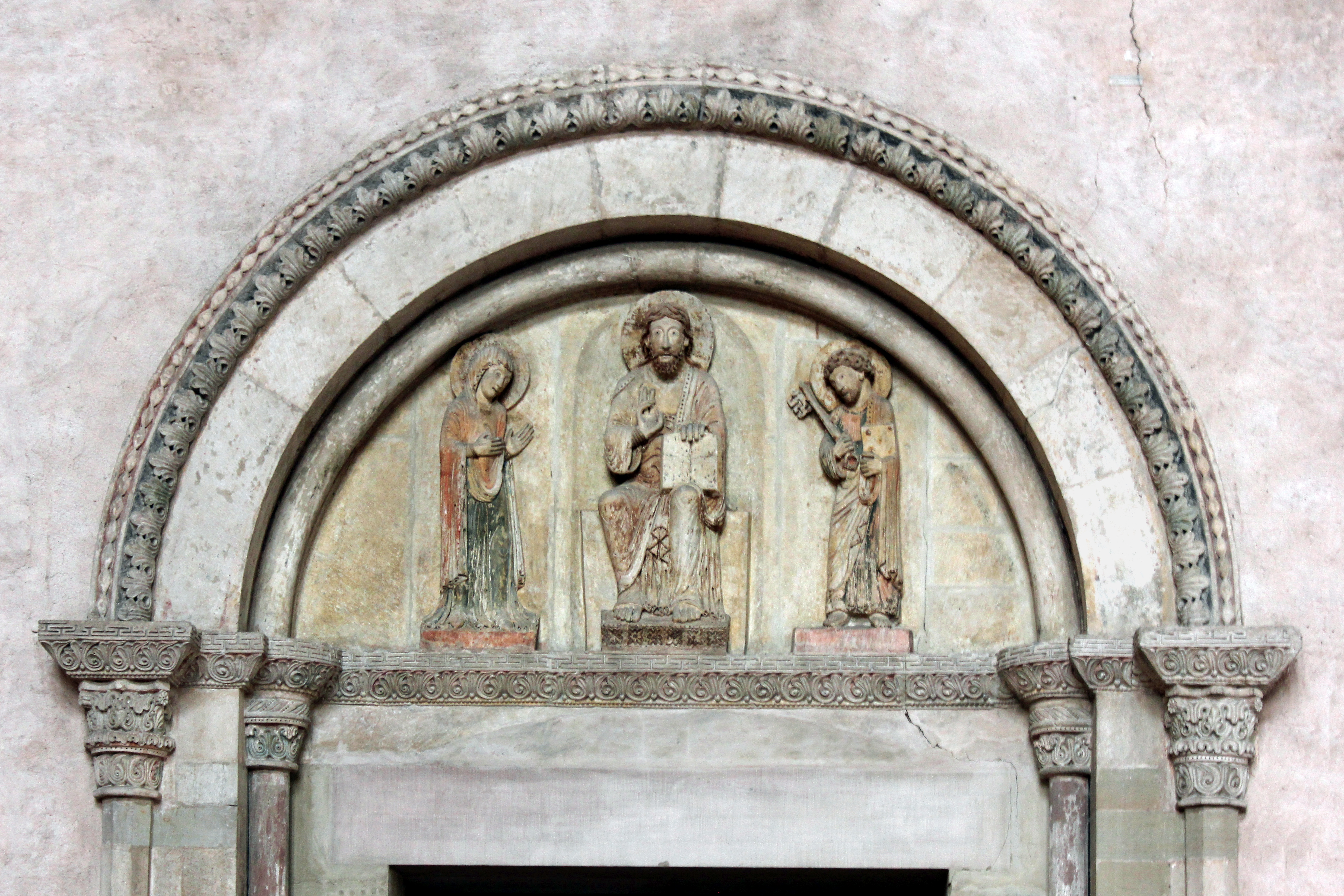
Tympanon aus dem 12. Jahrhundert am Portal zur Liebfrauenkirche

Das möglicherweise älteste erhaltene Bild im Trierer Dom ist das Tympanon in der Südwand am Portal zur Liebfrauenkirche. Es ist ein Sandsteinrelief aus der Zeit um 1180, das in der Mitte den thronenden Christus, links Maria, die Patronin der Liebfrauenkirche, und rechts Petrus, den Patron des Domes, zeigt. Die Figuren treten plastisch hervor, während das Rahmenornament flach gehalten ist. Im Zuge der 1974 abgeschlossenen Restaurierung wurden die originalen Farben des Bildwerks freigelegt, die im Laufe der früheren Jahre mehrfach übertüncht und von einer dicken Schicht verdeckt worden waren. Feinheiten der Darstellung wie Haare und die Falten der Gewänder sind wieder klar erkennbar.
Das Stuckrelief in der Marienkapelle des Doms rechts neben dem Ostchor dürfte nach dem Brand zu Beginn des 18. Jahrhunderts entstanden sein. In drei Szenen stellt es die Menschwerdung Jesu dar, von der Verkündigung durch den Engel bis zu den Hirten, die kommen, um das neugeborene Kind in der Krippe anzubeten. Auch dieses Kunstwerk erhielt 1974 seine ursprünglichen Farbigkeit zurück.
Außer den zahlreichen Statuen in den Altären stehen links und rechts am Treppenaufgang zu Heiltumskammer Kaiser Konstantin, der Gründer des Domes, und seine Mutter Helena, der die Auffindung des Kreuzes Jesu und des Heiligen Rocks zugeschrieben wird.
Die bislang jüngsten Ausstattungsstücke finden sich im Westchor: In den barocken Stucknischen, die ursprünglich (im frühen 20. Jahrhundert verloren gegangene) Apostelstatuen enthielten, wurden 2015 Plastiken der drei aus dem Bistum Trier stammenden Seligen Blandine Merten, Mutter Rosa Flesch und Peter Friedhofen aufgestellt.

## Orgeln
Orgeln gab es nachweislich bereits ab dem 14. Jahrhundert im Trierer Dom. Bis zum 19. Jahrhundert waren die Instrumente an der nördlichen Wand des Mittelschiffs unter dem Gewölbe als „Schwalbennest“ platziert. Danach gab es zwei große Instrumente, eines im Westchor, das andere im Kapitels-Chor. Seit 1974 ist die Hauptorgel wieder als Schwalbennest-Orgel an historischer Stelle an der Nordwand angebracht. Seit 1996 hängt an der Südwand des Ostchors eine Chororgel.

### Geschichte
Die ersten Instrumente waren zunächst vermutlich kleinere Instrumente. Im Laufe der Zeit, mit jeder Ergänzung, jedem Um- bzw. Neubau wurden die Orgeln allerdings größer. So errichtete z. B. der Orgelbauer Florentius Hocque in den Jahren 1590 bis 1593 ein Instrument 25 Registern auf zwei Manualen und Pedal. Nach einem Brand im Jahr 1717 wurde das Instrument abgetragen und durch einen Neubau des Orgelbauers Jean Nollet (Trier) ersetzt, welcher 1727 fertig gestellt war. Das im französischen Barockstil disponierte Instrument hatte 35 Register auf drei Manualwerken; ein eigenes Pedalwerk hatte die Orgel wohl nicht. Das Pedal scheint an das Hauptwerk angehängt gewesen zu sein.
1832 wurde erstmals auf der Empore im Westchor eine neue Orgel aufgestellt. Das Instrument wurde von dem Orgelbauer Wilhelm Breidenfeld errichtet und hatte 52 Register auf drei Manualwerken und Pedal und verfügte bereits über 2 Pedalregister 32'. Bereits 1870 wurde das Instrument umdisponiert.
Ab 1890 wurde über einen Neubau an anderer Stelle im Dom diskutiert, zumal sich der Standort der Westemporenorgel zur Unterstützung des Chorgesanges als nachteilig erwiesen hatte; 1899 wurde ein Neubau im Kapitels-Chor beschlossen. Erbaut wurde das neue Instrument von Carl G. Weigle. Das Orgelwerk mit seinen 55 Registern auf drei Manualwerken und Pedal wurde in zwei Orgelgehäusen untergebracht, die auf den beiden Emporen der Seitenkapellen im Ostchor einander gegenüberstanden. Bereits 1901 wurde die sog. „Normalorgel“ eingeweiht; das Instrument hatte 43 Register auf zwei Manualwerken und Pedal und war auf der südlichen Seitenempore untergebracht; dort wurde auch der Spieltisch für beide Instrumente aufgestellt. Die sog. „Hochdruckorgel“ mit 12 Registern auf einem Manualwerk und Pedal kam auf die nördliche Empore; sie wurde 1908 von Klais (Bonn) fertiggestellt. Nach schwerer Beschädigung im Zweiten Weltkrieg wurde die Weigle-Orgel nur teilweise repariert, das Hochdruckwerk setzte man nicht mehr instand. Bei der großangelegten Renovierung des Trierer Domes wurde sie ganz abgebaut, Teile des Gehäuses sind im Museum am Dom erhalten.
| I. Manual C–f3 |                 |     |
| 1.             | Prinzipal       | 16' |
| 2.             | Bourdon         | 16' |
| 3.             | Viola di Gamba  | 16' |
| 4.             | Salicional      | 08' |
| 5.             | Gemshorn        | 08' |
| 6.             | Quintatön       | 08' |
| 7.             | Hohlflöte       | 08' |
| 8.             | Oktav           | 04' |
| 9.             | Waldflöte       | 04' |
| 10.            | Salicional      | 04' |
| 11.            | Kleingedackt    | 04' |
| 12.            | Quint           | 03' |
| 13.            | Superoktav      | 02' |
| 14.            | Sesquialter III |     |
| 15.            | Mixtur V        |     |
| 16.            | Cimbel II       |     |
| 17.            | Trompete        | 08' |

| II. Manual C–f3 |                |       |
| 18.             | Großgedackt    | 16'   |
| 19.             | Prinzipal      | 08'   |
| 20.             | Flaut travers  | 08'   |
| 21.             | Spitzflöte     | 08'   |
| 22.             | Viola di Gamba | 08'   |
| 23.             | Hohlflöte      | 04'   |
| 24.             | Spitzflöte     | 04'   |
| 25.             | Kleingedackt   | 04'   |
| 26.             | Oktav          | 02'   |
| 27.             | Flageolett     | 02'   |
| 28.             | Mixtur III     | 01⁄2' |
| 29.             | Krummhorn      | 08'   |
| 30.             | Vox humana     | 08'   |

| III. Manual C–f3 |                       |     |
| 31.              | Stillgedackt          | 08' |
| 32.              | Harmonika             | 08' |
| 33.              | Fernflöte             | 08' |
| 34.              | Geigenprinzipal       | 04' |
| 35.              | Viol d’amore          | 04' |
| 36.              | Gedacktflöte          | 02' |
| 37.              | Carillon II (Diskant) |     |
| 38.              | Fagott (Bass)         | 08' |
| 39.              | Oboe (Diskant)        | 08' |
| 40.              | Bassetthorn           | 08' |

| Pedal C–c1 |             |      |
| 41.        | Untersatz   | 32'  |
| 42.        | Violonbaß   | 16'  |
| 43.        | Subbaß      | 16'  |
| 44.        | Oktavbaß    | 08'  |
| 45.        | Violoncello | 08'  |
| 46.        | Quintbaß    | 06'  |
| 47.        | Oktavbaß    | 04'  |
| 48.        | Cornettbaß  | 02'  |
| 49.        | Posaune     | 32'  |
| 50.        | Posaune     | 16'  |
| 51.        | Trompete    | 0 8' |
| 52.        | Trompete    | 04'  |

| I. Manual C–f3 |                    |        |
| 1.             | Prinzipal          | 16‘    |
| 2.             | Lieblich Gedackt   | 16‘    |
| 3.             | Hohlflöte          | 08‘    |
| 4.             | Salicional         | 08‘    |
| 5.             | Flute octaviant    | 08‘    |
| 6.             | Rohrflöte          | 04‘    |
| 7.             | Fugara             | 04‘    |
| 8.             | Acuta              | 02 ⁄3‘ |
| 9.             | Oktave             | 02‘    |
| 10.            | Mixtur V           | 04‘    |
| 11.            | Tuba               | 16‘    |
| 12.            | Trompete           | 08‘    |
|                | Hochdruckregister0 |        |
| 13.            | Prinzipal          | 08‘    |
| 14.            | Fugara             | 08‘    |
| 15.            | Gedackt            | 08‘    |
| 16.            | Gemshorn           | 08‘    |
| 17.            | Oktave             | 04‘    |

| II. Manual C–f3 |                    |        |
| 18.             | Bourdon            | 16‘    |
| 19.             | Salicional         | 16‘    |
| 20.             | Prinzipal          | 08‘    |
| 21.             | Doppelflöte        | 08‘    |
| 22.             | Viola di Gamba     | 08‘    |
| 23.             | Lieblich Gedackt 0 | 08‘    |
| 24.             | Dulciana           | 08‘    |
| 25.             | Aeoline            | 08‘    |
| 26.             | Dolce              | 08‘    |
| 27.             | Geigenprinzipal    | 04‘    |
| 28.             | Traversflöte       | 04‘    |
| 29.             | Violine            | 04‘    |
| 30.             | Doublette II       | 02 ⁄3‘ |
| 31.             | Cornett III-V      | 08‘    |
| 32.             | Clarinette         | 08‘    |
| 33.             | Oboe               | 08‘    |

| III. Manual (HD) C–f3 |                  |     |
| 34.                   | Stentorphon      | 08‘ |
| 35.                   | Großgedeckt      | 08‘ |
| 36.                   | Viola di Gamba 0 | 08‘ |
| 37.                   | Flöte            | 08‘ |
| 38.                   | Violine          | 08‘ |
| 39.                   | Geigenprinzipal  | 04‘ |
| 40.                   | Tuba mirabilis   | 08‘ |

| Pedal C–d1 |              |     |
| 41.        | Prinzipalbaß | 16‘ |
| 42.        | Subbaß       | 16‘ |
| 43.        | Violonbaß    | 16‘ |
| 44.        | Gedecktbaß   | 16‘ |
| 45.        | Harmonikabaß | 16‘ |
| 46.        | Flötenbaß    | 08‘ |
| 47.        | Oktavbaß     | 08‘ |
| 48.        | Cellobaß     | 08‘ |
| 49.        | Posaune      | 16‘ |
| 50.        | Bassethorn   | 08‘ |

| Pedal (HD) C–d1 |              |     |
| 51.             | Prinzipalbaß | 32‘ |
| 52.             | Subbaß       | 16‘ |
| 53.             | Oktavbaß     | 16‘ |
| 54.             | Oktavbaß     | 08‘ |
| 55.             | Baßtuba      | 16‘ |

### Hauptorgel

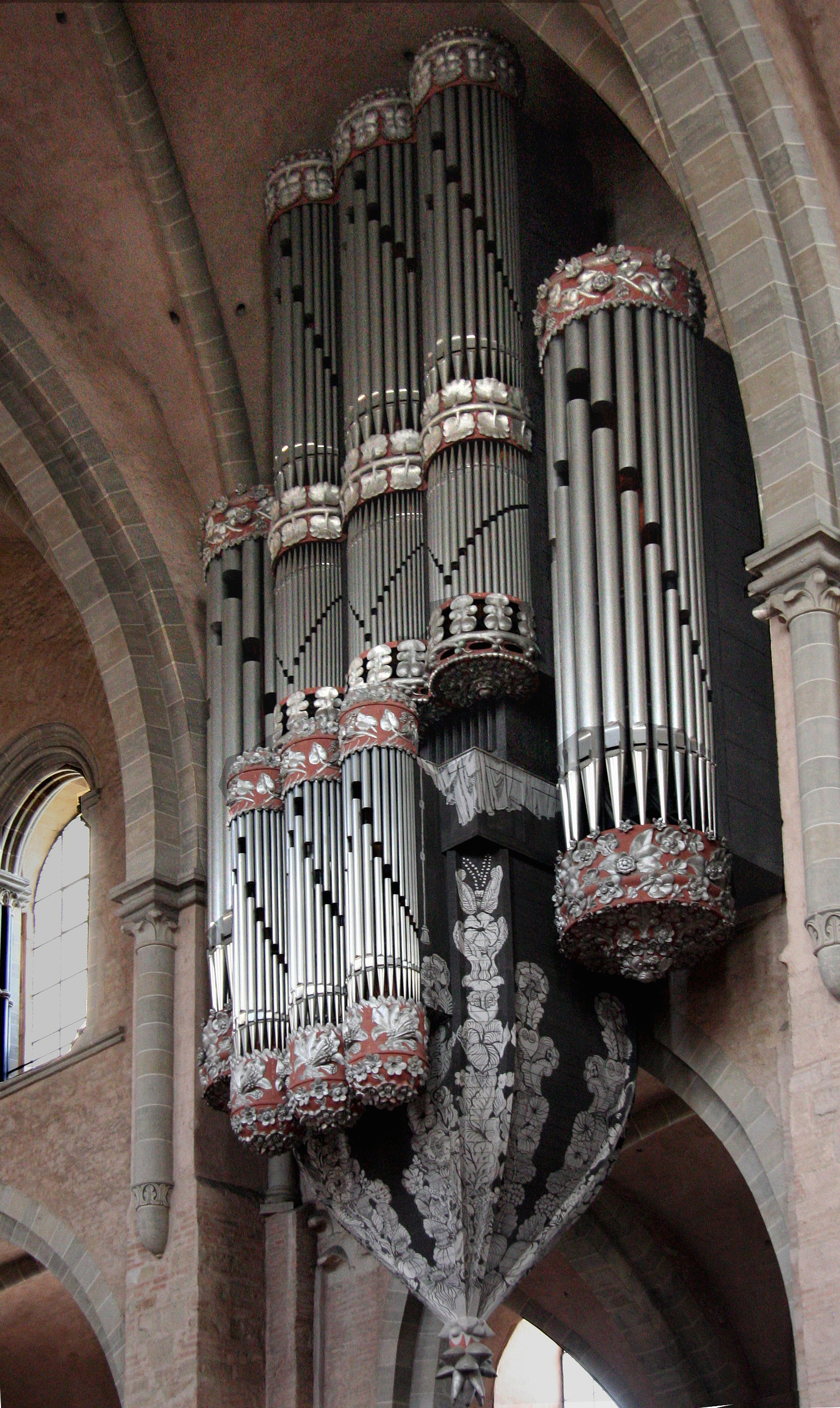
Hauptorgel (Klais, 1974)

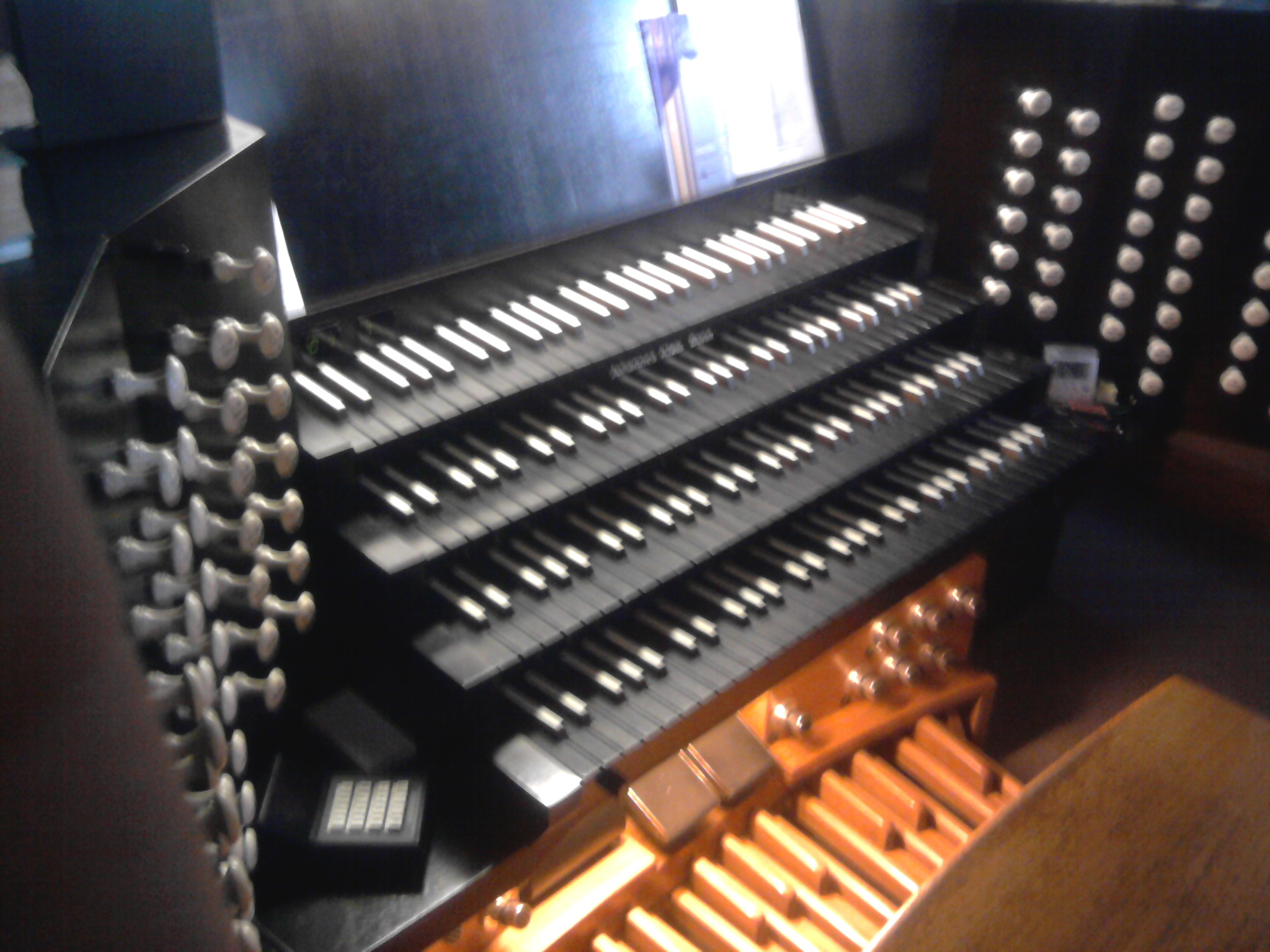
Spieltisch der Hauptorgel

Die Schwalbennestorgel des Trierer Domes ist ein Instrument der Bonner Orgelmanufaktur Klais, sie wurde gleichzeitig mit dem renovierten Dom am 1. Mai 1974 geweiht. Die von Domorganist Wolfgang Oehms erstellte Disposition umfasst 67 Register (5.602 Pfeifen) auf vier Manualen und Pedal und ermöglicht die Wiedergabe von Orgelmusik aller Stilepochen bis zur Avantgarde. Die größte Pfeife wiegt 125 kg. Das Instrument hat ein Gesamtgewicht von etwa 30 t. Es ist 16 m hoch und etwa 8 m breit. Die Orgel zählt – neben der Orgel der Saarbrücker Christkönigskirche mit 68 Registern – zu den größten Instrumenten des Bistums Trier.
Die reichhaltige Dekorationen des Orgelgehäuses wurde von den Bildhauern Hillebrand und Heiermann und dem Maler Viktor Breiling gestaltet. Im mittleren Teil der Orgel sind auf vier übereinanderliegenden Ebenen Rückpositiv, darüber Brustwerk, Hauptwerk und Schwellwerk untergebracht. In den flankierenden Türmen befinden sich die Register des Pedals. Der Untersatz 32‘ (Pedal) und das Gebläse sind aus Platzgründen außerhalb, im Biforium hinter der Orgel, untergebracht. Das Brustwerk ist schwellbar. Der viermanualige Spieltisch ist zwischen Rückpositiv und Brustwerk platziert und über das nördliche Seitenschiffgewölbe zu erreichen. Die Spieltraktur ist mechanisch (mit Ausnahme von Untersatz 32', der elektrisch angesteuert wird). Koppeln und Registertraktur sind elektrisch.
Im Fuß des Schwalbennestes befindet sich ein besonderes Effektregister: eine Darstellung des Hirtengottes Pan als des „Vaters“ der Panflöte. Die Pan-Figur kann vom Organisten mit einem Hebel links neben dem Spieltisch aus dem Untergehäuse des Schwalbennestes heraus bewegt werden, während fünf Panflöten-Töne erklingen. Die Figur kann wegen ihrer Hörner auch als Teufel gedeutet werden, der vom Orgelbauer gezwungen wird, zur Ehre Gottes zu musizieren. Eine „wohlklingende“ Musik ist aber dem Teufel nicht möglich, was durch die beabsichtigte Verstimmung der fünf Panflöten-Pfeifen symbolisiert wird: fis‘‘ (+ 9 Cent), gis‘‘ (– 10 Cent), b‘‘ (+ 3 Cent), h‘‘ (+ 31 Cent) und cis‘‘‘ (−42 Cent).
Die Orgel wurde unter anderem für mehrere CD-Einspielungen von Werken Max Regers für Naxos genutzt, mit Josef Still und Martin Welzel als Interpreten.
| I Rückpositiv C–c4 |                  |        |
| 1.                 | Praestant        | 08′    |
| 2.                 | Quintade         | 08′    |
| 3.                 | Gedackt          | 08'    |
| 4.                 | Principal        | 04′    |
| 5.                 | Rohrflöte        | 04′    |
| 6.                 | Octave           | 02′    |
| 7.                 | Waldflöte        | 02′    |
| 8.                 | Larigot          | 01 ⁄3′ |
| 9.                 | Sesquialter II   | 02 ⁄3′ |
| 10.                | Scharff IV       | 01 ⁄3′ |
| 11.                | Glockencymbal II | 01⁄3′  |
| 12.                | Dulcian          | 16′    |
| 13.                | Cromorne         | 08′    |
|                    | Tremulant        |        |

| II Hauptwerk C–c4 |              |         |
| 14.               | Praestant    | 16′     |
| 15.               | Principal    | 08′     |
| 16.               | Hohlflöte    | 08′     |
| 17.               | Gemshorn     | 08′     |
| 18.               | Quinte       | 05 1⁄3′ |
| 19.               | Octave       | 04′     |
| 20.               | Nachthorn    | 04'     |
| 21.               | Terz         | 03 1⁄5′ |
| 22.               | Quinte       | 02 ⁄3′  |
| 23.               | Superoctav   | 02′     |
| 24.               | Cornett V    | 08′     |
| 25.               | Mixtur V     | 02′     |
| 26.               | Cymbel III   | 01⁄3′   |
| 27.               | Trompete     | 16′     |
| 28.               | Trompete     | 08′     |
| 29.               | Trompete     | 04′     |
|                   | Glockenspiel |         |

| III Brustwerk C–c4 |             |         |
| 30.                | Rohrflöte   | 08′     |
| 31.                | Praestant   | 04′     |
| 32.                | Blockflöte  | 04′     |
| 33.                | Nasard      | 02 ⁄3′  |
| 34.                | Doublette   | 02′     |
| 35.                | Terz        | 01 3⁄5′ |
| 36.                | Sifflet     | 01′     |
| 37.                | Acuta IV    | 02⁄3′   |
| 38.                | Oberton III | 04⁄7′   |
| 39.                | Hautbois    | 08′     |
| 40.                | Vox humana  | 08′     |
|                    | Tremulant   |         |

| IV Schwellwerk C–c4 |                  |        |
| 41.                 | Bordun           | 16′    |
| 42.                 | Principal        | 08′    |
| 43.                 | Lochgedackt      | 08′    |
| 44.                 | Gamba            | 08′    |
| 45.                 | Unda maris       | 08′    |
| 46.                 | Octave           | 04′    |
| 47.                 | Flute octaviante | 04′    |
| 48.                 | Salicional       | 04′    |
| 49.                 | Flageolett       | 02'    |
| 50.                 | Fourniture VI    | 02 ⁄3′ |
| 51.                 | Cor anglais      | 16′    |
| 52.                 | Trompete         | 08′    |
| 53.                 | Clairon          | 04′    |
|                     | Tremulant        |        |

| Pedal C–g1 |                 |         |
| 54.        | Untersatz0      | 32′     |
| 55.        | Principal       | 16′     |
| 56.        | Subbass         | 16′     |
| 57.        | Octave          | 08′     |
| 58.        | Spielpfeife     | 08′     |
| 59.        | Superoctave0    | 04′     |
| 60.        | Flöte           | 04′     |
| 61.        | Hintersatz V    | 04′     |
| 62.        | Aliquotbaß IV 0 | 05 1⁄3′ |
| 63.        | Piffaro II      | 02′     |
| 64.        | Bombarde        | 32′     |
| 65.        | Posaune         | 16′     |
| 66.        | Trompete        | 08′     |
| 67.        | Schalmey        | 04′     |
|            | Tremulant 0     |         |

- Koppeln (elektrisch): I/II, III/II, IV/II, III/I, IV/I, IV/III, I/P, II/P, III/P, IV/P.
- Spielhilfen: 1.920 elektronische Setzerkombinationen, Windauslass-Ventile Hauptwerk und Schwellwerk, Tasten-Fessel Hauptwerk, Registercrescendo (Walze), Pistons.
- Anmerkungen

1. ↑  Glockenspiel, bestehend aus 25 Röhrenglocken.
2. ↑  Schwellbar.

### Chororgel
Im Jahr 1996 wurde von Klais (Bonn), eine Chororgel mit 25 Registern auf zwei Manualen und Pedal erbaut, die sich an der Südwand des Ostchores und auf der dahinterliegenden Empore befindet; ähnlich wie die Hauptorgel wurde die Chororgel als Schwalbennest konzipiert. Sie kann sowohl von einem mechanischen Spieltisch direkt am Gehäuse als auch einem elektrischen Spieltisch beim Chorpodest im Hochchor des Domes gespielt werden. Die Disposition:
| I Hauptwerk C–g3 |             |        |
| 1.               | Principal0  | 08′    |
| 2.               | Bordun      | 08′    |
| 3.               | Octave      | 04′    |
| 4.               | Rohrflöte   | 04′    |
| 5.               | Quinte      | 02 ⁄3′ |
| 6.               | Superoctave | 02′    |
| 7.               | Mixtur IV   | 01 ⁄3′ |
| 8.               | Trompete    | 08′    |

| II Schwellwerk C–g3 |                   |         |
| 9.                  | Lieblich Gedackt0 | 16′     |
| 10.                 | Rohrflöte         | 08′     |
| 11.                 | Salicional        | 08′     |
| 12.                 | Principal         | 04′     |
| 13.                 | Blockflöte        | 04′     |
| 14.                 | Nasard            | 02 ⁄3′  |
| 15.                 | Schweizerpfeife   | 02′     |
| 16.                 | Terz              | 01 3⁄5′ |
| 17.                 | Quinte            | 01 ⁄3′  |
| 18.                 | Sifflet           | 01′     |
| 19.                 | Oboe              | 08′     |
|                     | Tremulant         |         |

| Pedal C–f1 |          |     |
| 20.        | Subbass0 | 16′ |
| 21.        | Salicet  | 16′ |
| 22.        | Octave   | 08′ |
| 23.        | Gedackt  | 08′ |
| 24.        | Fagott0  | 16′ |

- Koppeln: II/I, I/P, II/P.
- Spielhilfen: 96 (3 × 32) elektronische Setzerkombinationen.
- mechanische Spieltraktur (Empore); elektrische Spieltraktur (Spieltisch Chorpodest).
- elektrische Registertraktur.

### Truhenorgel in der Ostkrypta
In der Ostkrypta des Domes befindet sich eine Truhenorgel der Orgelmanufaktur Link aus Giengen an der Brenz (1994) mit einem zwischen b0/h0 geteilten Manual. Das Instrument hat fünf Register (Gedackt 8′, Rohrflöte 4′, Principal 2′, Quinte 1 1⁄3′, Octav 1′).

## Glocken

### Historisches Geläut
Bis 1942/1944 hatte der Trierer Dom ein bedeutendes Geläut. Teilweise mussten 1942 Glocken für Rüstungszwecke abgeliefert werden. Die verbliebenen Glocken wurden bei einem Luftangriff 1944 zerstört.
| Nr.  | Name      | Gussjahr | Gießer                                      | ∅ (mm) | Gewicht (kg) | Nominal (16tel) | Anmerkung                 |
| ---- | --------- | -------- | ------------------------------------------- | ------ | ------------ | --------------- | ------------------------- |
| I    | Helena    | 1628     | NIKOLAUS CHAPEL, FRANZ und MAGNUS BRUTEL    | 2360   | ca. 8100     | fis0            | Hauptgeläute              |
| II   | Maternus  | 1628     | NIKOLAUS CHAPEL, FRANZ und MAGNUS BRUTEL    | 1962   | ca. 4500     | a0              | Hauptgeläute              |
| III  | Maternus  | 1516     | HANS VON BRYSICH und DEDERICH WOLF VON PRÜM | 1720   | 3343         | h0              | Hauptgeläute              |
| IV   | Maria     | 1516     | HANS VON BRYSICH und DEDERICH WOLF VON PRÜM | 1490   | 1989         | cis1            | Hauptgeläute              |
| V    | Helena    | 1553     | DEDERICH WOLF VON PRÜM                      | 1020   | ca. 650      | gis1            | weitgehend solistisch     |
| VI   | Hosanna   | um 1500  | Heinrich WOLF VON PRÜM                      | 880    | ca. 420      | gis1            | solistisch, Stundenschlag |
| VII  | Maria     |          |                                             |        | 530          | ?               |                           |
| VIII | Lambertus | 1682     | MATTHIAS CROMMEL                            | 397    | ca. 45       | c3              | Viertel-Stunden-Schlag    |

### Heutiger Bestand
Das zehnstimmige Domgeläut zählt – in Bezug auf sein Gewicht – zu den größten Geläuten in Deutschland. Es wurde 1951 von der Glockengießerei Otto in Bremen-Hemelingen als Ersatz für das im Zweiten Weltkrieg zerstörte historische achtstimmige Geläut gegossen. Die Disposition des neuen Geläutes war bereits 1946 von dem damaligen Domkapellmeister Johannes Klassen entworfen worden.
Seit 1998 existiert eine differenzierte Läuteordnung, die sich konsequent am Kirchenjahr und an den musikalischen Gegebenheiten des Geläutes orientiert.
Von 1999 bis 2001 wurde das Geläut saniert, wobei alle Glocken neue Joche aus Holz und neue Klöppel erhielten. Im Zuge dieser Arbeiten wurden auch die Gewichte ermittelt, da die originalen Wiegescheine der Gießerei derzeit nicht mehr auffindbar sind. Der stählerne Glockenstuhl steht auf Höhe der oberen Schallöffnungen des hohen Turmes.
| Nr. | Name                           | ∅ (mm) | Masse (kg) | Nominal (16tel) | Inschrift |
| --- | ------------------------------ | ------ | ---------- | --------------- | --- |
| 1   | Christus & Helena              | 2273   | 7970       | fis0 +7         | „Dem König der Ewigkeit, dem unvergänglichen, unsichtbaren, alleinigen Gott sei Preis und Ruhm von Ewigkeit zu Ewigkeit. Amen. Durch die heilige Helena, Kaiserin und Schutzherrin der Trierer. Damit dieses geschehe, läute ich. O König der Herrlichkeit, Christus komm mit Deinem Frieden. Besser ist es, sein Vertrauen zu setzen auf den Herrn, als sein Vertrauen zu setzen auf einen Menschen, besser ist es, zu vertrauen dem Herrn, als den Fürsten.“ |
| 2   | Maria                          | 1911   | 4480       | a0 +2           | „Zur Ehre der Königin des Friedens, der unbefleckt Empfangenen und in den Himmel Aufgenommenen erhebe ich meine Stimme. Schütze das trierische Volk und die Stadt. Nicht siegt der König mit einem großen Heere und der Kriegführende rettet sich nicht mit einer großen Macht.“ |
| 3   | Petrus                         | 1707   | 3500       | h0 +1           | „Petrus, der Schlüsselträger des Reiches, schütze diesen Tempel, der ihm geweiht ist. Wer im Schutze des Allerhöchsten steht, wer im Schatten des Allmächtigen weilt, der kann zum Herrn sprechen, meine Zuflucht bist Du, meine Burg, mein Gott, auf Dich vertraue ich.“ |
| 4   | Eucharius, Valerius & Maternus | 1524   | 2600       | cis1 +4         | „Eucharius, Valerius und Maternus bin ich geweiht. Ich ermahne Euch, daß Ihr Nachahmer Eurer Väter seid und Euch erinnert der Taten, die sie vollbracht haben. Wie lieblich sind auf den Bergen die Füße des Freudenboten, der Frieden kündet und frohe Botschaft bringt.“ |
| 5   | Matthias                       | 1438   | 2060       | d1 +2           | „O Matthias, Patron der Trierer Diözese, teilhaftig geworden der apostolischen Würde, erwirke durch Deine flehentlichen Bitten, daß wir mit Dir ohne Ende den König der Glorie loben. Und das Los fiel auf Matthias und er wurde den elf Aposteln beigezählt.“ |
| 6   | Niketius                       | 1280   | 1450       | e1 +4           | „Des heiligen Nicetius, des Trierer Bischofs, des Wiederherstellers dieses Tempels Lob verkünde ich. Ich bitte, daß er dieses durch den Krieg verwüstete und von neuem wiederhergestellte Haus auf die Länge der Tage erhalte. Herr, erhöre die Bitten und gewähre, daß ein jeder, der in diesen Tempel eintritt, um Deine Wohltaten zu erbitten, sich der Gewährung erfreue.“                                                                                 |
| 7   | Agritius                       | 1140   | 1010       | fis1 +3         | „Und wir vier kleinen Glocken, wir stimmen ein in das Lob unserer großen Schwestern. Heiliger Agritius, in dieser Kathedrale der erste Bischof.“ |
| 8   | Maximinus                      | 954    | 590        | a1 +3           | „Heiliger Maximinus, Bischof, der große Verteidiger des Glaubens.“ |
| 9   | Paulinus                       | 843    | 400        | h1 +1           | „Heiliger Paulinus, Bischof und Märtyrer, tapferster Verteidiger des Glaubens.“ |
| 10  | Ambrosius                      | 757    | 280        | cis2 −1         | „Heiliger Ambrosius, Bischof von Mailand, in Trier geboren.“ |

## Domstein
Vor dem Haupteingang zum Dom liegt eine etwa vier Meter lange graue Dioritsäule, der so genannte Domstein. Einer Legende nach soll der Teufel mit einer List zur Mithilfe beim Bau des Doms bewogen worden sein. Als der Dom fertig war, merkte er, dass er betrogen worden war, und schleuderte diesen Stein gegen die Mauern.
Die alten Granitoidsäulen wurden in der Völkerwanderungszeit durch Feuer beschädigt und mussten im 6. Jahrhundert durch Kalksteinsäulen ersetzt werden. Eine der ausgewechselten Säulen blieb vor dem Südwestportal liegen und wurde später nicht mehr weggeräumt.
Die Kopie einer der rund 65 Tonnen schweren Säulen aus Odenwälder Granit befindet sich im Museum am Dom (ehemaliges Bischöfliches Dom- und Diözesanmuseum).

## Weihbischofskapelle
Zwischen 1245 und 1270 entstand der gotische Kreuzgang, der eine Verbindung vom Dom zur Liebfrauenkirche herstellte. Im Westen des Kreuzganges schließt sich die Weihbischofskapelle (in früheren Zeiten „Pauluskapelle“) an, im Boden war eine Grablege für die Domherren eingelassen. Heute ist diese Stelle mit einer Steinplatte, die ein kleines Guckfenster enthält, gekennzeichnet, auf ihr steht „OSSUARIUM MCMXCI“. Seit ca. 1870 ist die jetzige Weihbischofskapelle Grabstätte der Weihbischöfe in Trier. Der Altar in der Weihbischofskapelle zeigt im Antependium das „Schweißtuch der Veronika“ mit dem Antlitz Christi. Die Verglasung der Fenster gestaltete der Maler Heinrich Dieckmann 1954 modern in geometrischen Formen. Darin enthalten sind runde Medaillons mit Bildern des Kreuzwegs. An der nördlichen Außenwand der Kapelle hängt eine Glocke, die nur zu den Beerdigungen von Domherren und Weihbischöfen „gekleppt“ (einseitig angeschlagen) wird. Die Glocke gehörte zur Domuhr und schlug bis 1927 zu den Viertelstunden.
An der Westwand der Kapelle, unter einem Kruzifix, steht eine steinerne Sitzbank, in deren Mitte ein erhöhter Sitz angebracht ist. Es ist der sogenannte Krummelstuhl, der bei den Sitzungen des domkapitularischen St.-Peters-Gerichts benutzt wurde, das im Mittelalter hier tagte.

## Kirchenmusik
Den Chor leitet zurzeit Domkapellmeister Thomas Kiefer. Seit 1994 ist Josef Still Domorganist der Hohen Domkirche zu Trier.

## Domkapitel
Heute besteht die Trierer Domgeistlichkeit aus zwei Dignitären (Dompropst Weihbischof Jörg Michael Peters und Domdechant Weihbischof Franz Josef Gebert), acht residierenden Domkapitularen und vier nichtresidierenden Domkapitularen; hinzu kommen sechs Domvikare. Alle sind geweihte Priester und spielen im Generalvikariat, der Theologischen Fakultät, dem Bischöflichen Priesterseminar und der Caritas eine bedeutende Rolle. Das Trierer Domkapitel besteht seit Mitte des 6. Jahrhunderts, war im Mittelalter zahlenmäßig umfangreicher und konnte dem Bischof gegenüber wesentliche Herrschaftsrechte durchsetzen. Ab 1289 bestand es nur noch aus Adligen.
In der heutigen Form wurde es am 25. Juli 1884 installiert. Der Dompropst ist Dienstvorgesetzter aller beim Dom angestellten Mitarbeiter (zum Beispiel Domkapellmeister, Domorganist) und wohnt in der nahe beim Dom (Domfreihof 4) gelegenen Dompropstei. Der Domdechant ist für die Planung und Feier der Gottesdienste in der Kathedrale zuständig.
Das Trierer Domkapitel hat im Kulturkampf im 19. Jahrhundert, im Nationalsozialismus und in der Saarfrage im 20. Jahrhundert eine wichtige Partnerrolle für den Bischof und die Bistumsleitung gespielt. Seine Bedeutung trat auch anlässlich der Heilig-Rock-Ausstellungen 1810, 1844, 1891, 1933, 1959 und 1996 in besonderer Weise hervor. In seiner Sitzung vom 26. Juni 1995 beschloss das Domkapitel neue Statuten, die der Bischof von Trier am 29. Juni 1995 bestätigte.

## Außerkirchliche Nutzung
Regelmäßig finden im Dom auch Ausstellungen und Konzerte statt, etwa die Internationalen Orgeltage sind alljährlich im Mai und Juni ein Anziehungspunkt für viele Musikliebhaber.